# Coiffure
Pour les articles homonymes, voir Coiffure (homonymie).

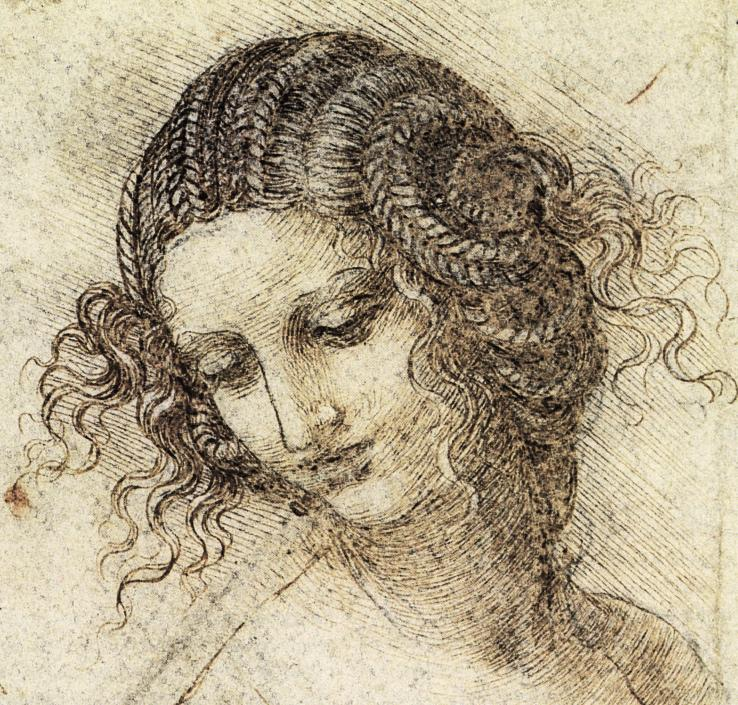
Dessin préparatoire de Léonard de Vinci pour Léda et le cygne, 1505-07.

La coiffure est l'art d'arranger les cheveux, éventuellement de modifier leur aspect extérieur.

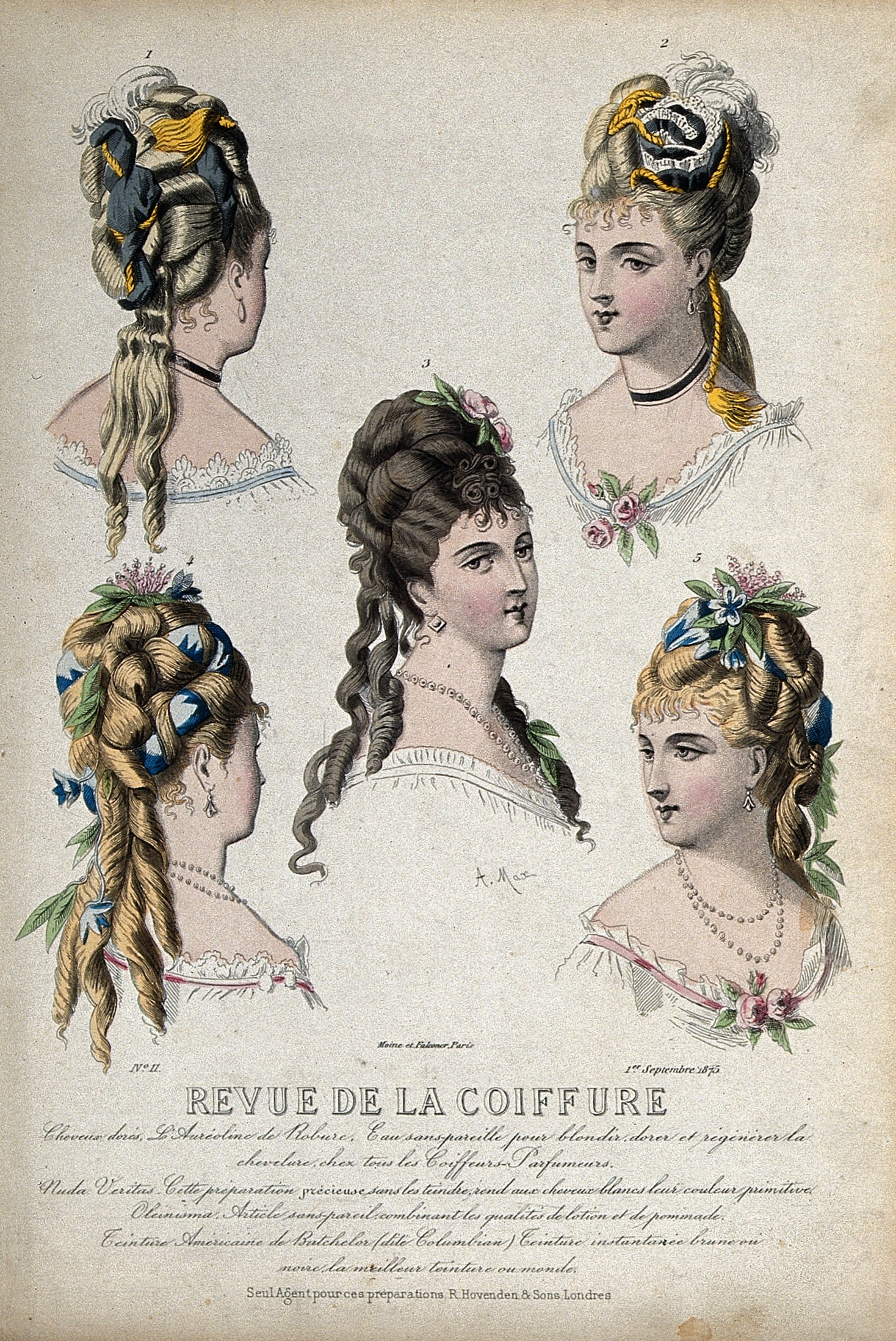
Les têtes et les épaules de cinq femmes coiffées en arrière et habillées de chignons ornés de foulards, de plumes et de fleurs (1875).

Cet art implique différents types d'interventions : couper les cheveux, les lisser ou les défriser, les tresser, les teindre, les décolorer, les poudrer, les enduire de substances variées, leur adjoindre de faux cheveux (sous la forme d'une perruque ou d'un postiche ou rallonge capillaire qui consiste à garder les vrais cheveux et à seulement augmenter la longueur) ou les ornementer de façon plus ou moins sophistiquée selon les cultures et les civilisations.
Un rapide descriptif des coiffures permet de cerner leur richesse ainsi que leur fonction sociale.

## Aspects et structure du cheveu

### Dans la Préhistoire

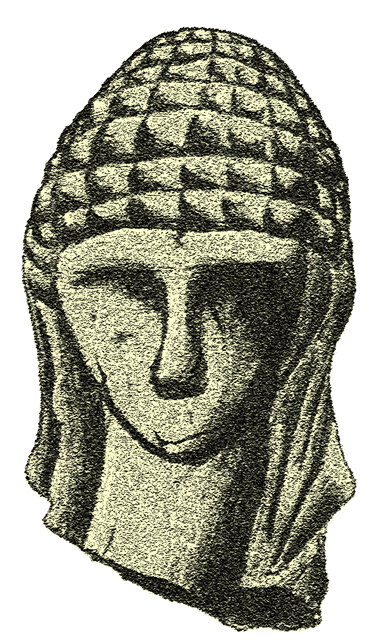
Dame de Brassempouy datée du Paléolithique supérieur (Gravettien, 29 à 22 000 ans AP) (Landes, France).

On dispose de très peu d'information sur les coiffures qu'arboraient les premiers humains. Disposant de très peu d'éléments sur le simple aspect des cheveux, il est impossible de connaître leurs coiffes.
Cependant, pour les époques plus tardives, de nombreuses statuettes de l'époque attestent de la présence de coiffures à la Préhistoire : la Dame de Brassempouy, datant de 22 000 ans av. J.-C., la Vénus de Willendorf datant de 20 000 ans av. J.-C.

### Les styles antiques

#### Mésopotamie et Perse antiques

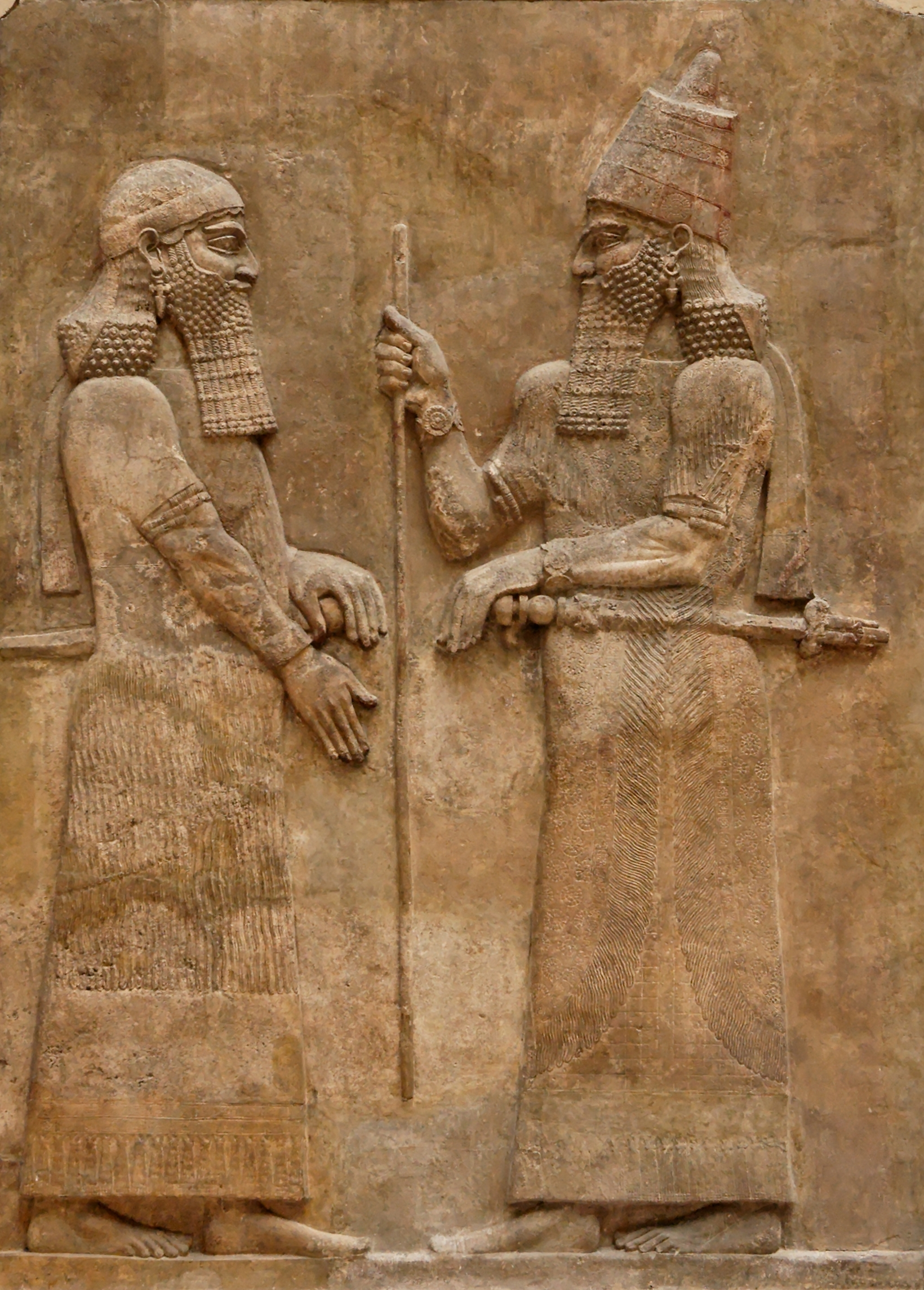
La chevelure du roi Sargon II et d'un dignitaire, v. 713–716 av. J.-C., Assyrie (musée du Louvre).

Dans la Mésopotamie et dans la Perse antiques, les nobles frisaient au fer, teignaient et tressaient leurs barbes et leurs cheveux longs, ajoutant parfois de la poudre d'or ou des ornements en or et en argent. À partir du IXe siècle chez les Assyriens, les cheveux furent rejetés en arrière, reposant obliquement sur le dos.
Les Phéniciennes portaient souvent leurs cheveux séparés en deux mèches torsadées ou enroulés en turban.

#### Égypte antique

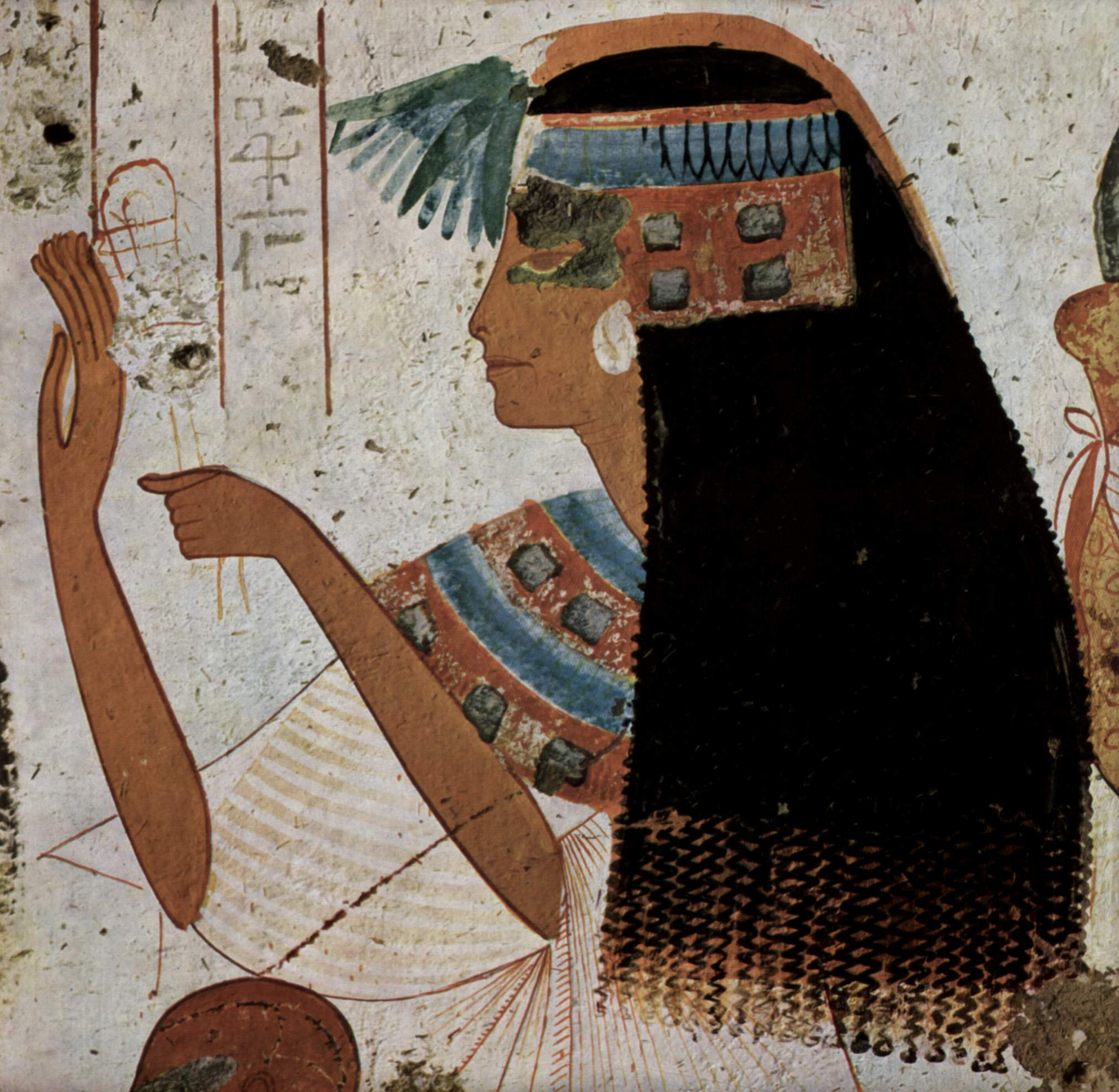
Portrait de dame, chambre funéraire d'Ouserhêt, v. vers 1300 av. J.-C. (Thèbes)

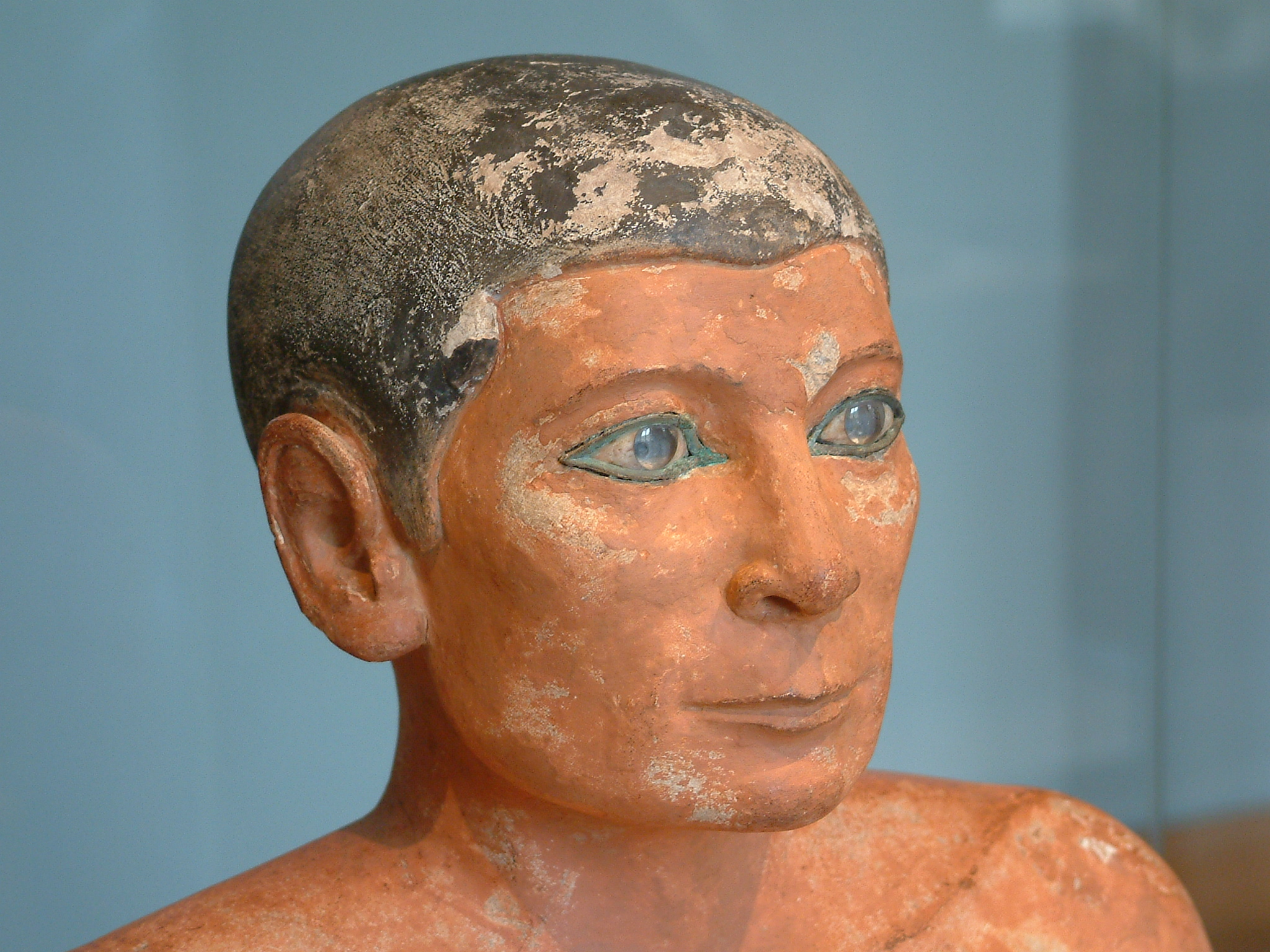
Le scribe accroupi - Antiquité égyptienne du musée du Louvre.

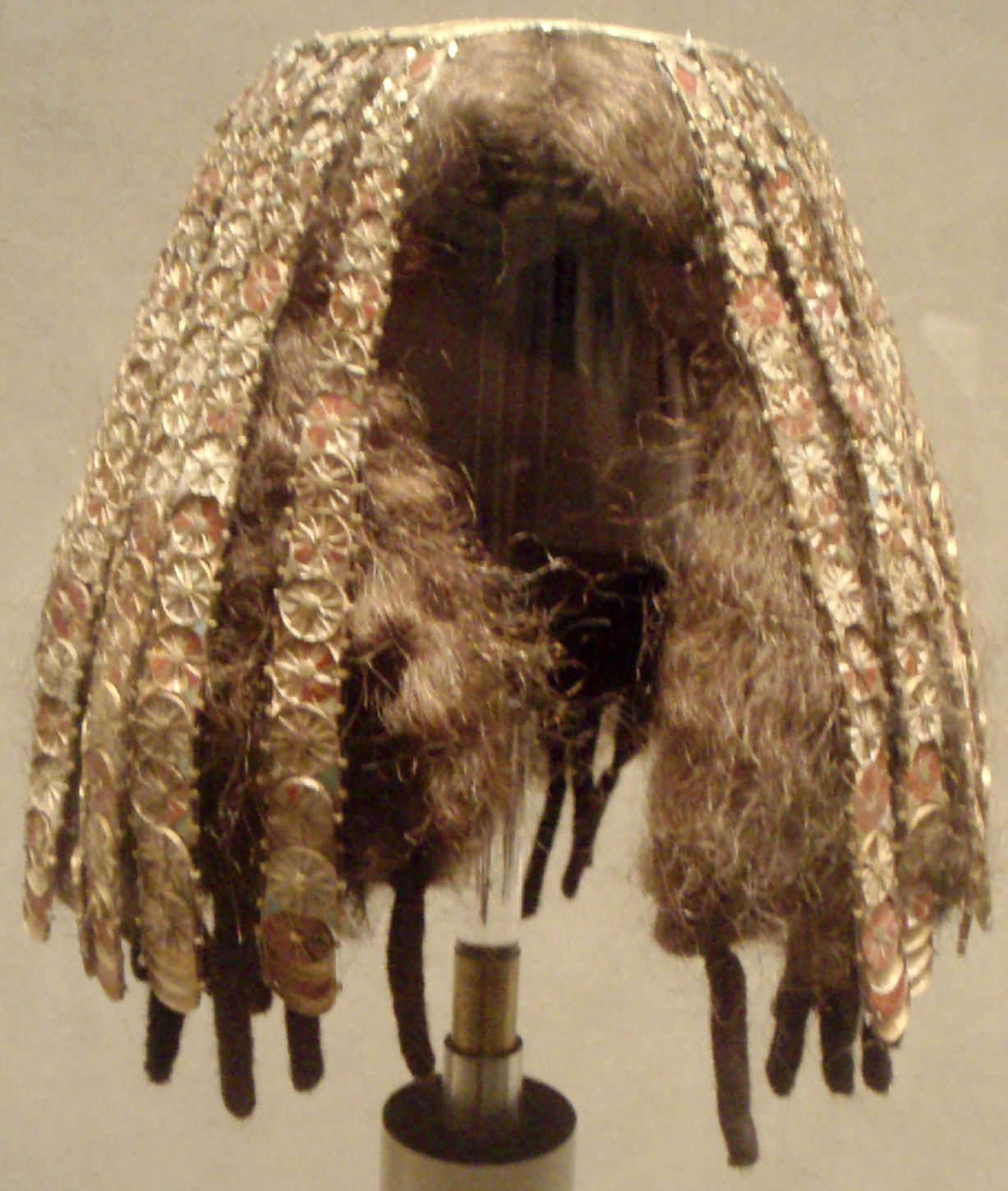
Perruque reconstituée à partir de pièces originales, Wady Gabbanat el-Qurud, v. 1479-1425 av. J.-C.

En Égypte antique, les enfants, garçons et filles, avaient le crâne rasé excepté une tresse sur le côté de la tête appelée « Tresse de l'Enfance ». Cette coutume rendait hommage à Horus, le dieu solaire, qui portait la même natte étant enfant. La façon dont était décorée la « Tresse » indiquait le rang social de l'enfant : fermoir en or pour les familles royales et bourgeoises ou de simples fleurs pour les agriculteurs et les ouvriers. À la puberté, le passage à l'âge adulte était donc symbolisé par la perte de la « Tresse » : les futurs hommes se rasaient entièrement le crâne alors que les futures femmes se laissaient pousser les cheveux.
Les Égyptiens portaient des cheveux courts tout en laissant les oreilles bien dégagées même si certains étaient rasés ou portaient les cheveux mi-longs bouclés et dégradés pour former une sorte de bonnet. Les hommes ne changeaient de coiffure que lorsqu'ils commençaient à devenir chauves. Aucun Égyptien ne portait la barbe, se distinguant ainsi des Hittites « barbares » (exception faite des barbes postiches des pharaons).
Les coiffures féminines étaient beaucoup plus variées, souvent plus longues. Les cheveux pouvaient être lisses, frisés, ondulés, nattés ou attachés en une queue-de-cheval. Sous l'Ancien Empire (2575-2134 av. J.-C.), les femmes préféraient avoir les cheveux courts ou mi-longs alors que sous le Nouvel Empire (1550-1070 av. J.-C.), la mode était aux cheveux longs ou aux perruques. Dans les deux cas, l'ornementation était abondante : diadème, perles (en or, en pierres précieuses, en ivoire, etc.), épingles, peignes, fleurs, etc.
Que ce soient les hommes, les femmes ou les enfants de toutes classes, tous les Égyptiens pouvaient porter des perruques. Elles faisaient partie intégrante de la garde-robe. Il en existait de tous les styles et toutes les longueurs. Les riches portaient des perruques en cheveux naturels alors que les plus pauvres devaient se contenter de perruques faites avec de la laine ou des fibres végétales. Vu leur prix, elles étaient aussi choyées que les chevelures naturelles et n'étaient sorties que pour les banquets et les cérémonies. Le perruquier était un personnage important dans la vie quotidienne égyptienne.
Les serviteurs et les esclaves devaient pouvoir être reconnus au premier coup d'œil. C'est pourquoi ils nouaient leurs cheveux sur la nuque en faisant une sorte de boucle, ou ils se faisaient huit ou neuf tresses qu'ils attachaient à l'arrière de leur tête et qu'ils laissaient pendre sur un côté de la face et du cou.
Les prêtres étaient obligés de se raser tout le corps car ils devaient être le plus « purs » possible pour se présenter devant le dieu. C'est pourquoi, ils sont presque toujours représentés chauves, sans sourcils ni cils.
Les danseuses étaient dans l'impossibilité de porter une perruque qui aurait gêné leurs mouvements, mais elles se faisaient une multitude de tresses terminées par des disques de métal qui mettaient en valeur la grâce de leurs acrobaties.

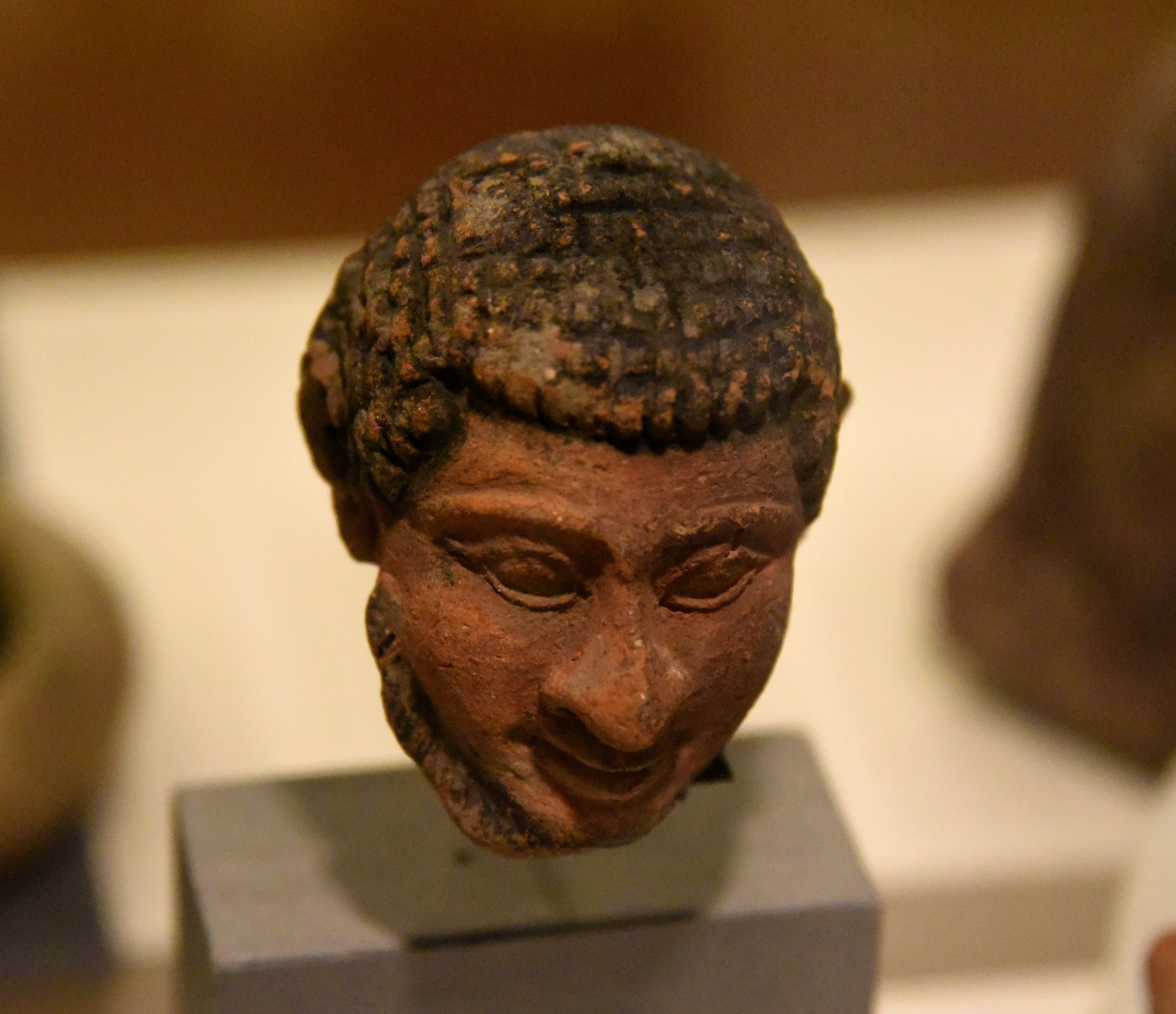
Tête de Sémite en terre cuite, désignée comme « Hébreu ». Memphis (Egypte), période gréco-romaine (musée Petrie d'archéologie égyptienne).

#### Hébreux / Juifs
Au début de leur histoire[Quand ?], les cheveux mi-longs voire longs étaient tenus en haute estime chez les Hébreux, que ce soit pour les hommes comme pour les femmes[réf. nécessaire]. Être chauve était une calamité[réf. nécessaire]. Les femmes bouclaient parfois leurs cheveux, mais le plus souvent elles les nattaient ou les enroulaient en un chignon qu'elles dissimulaient sous un foulard.
Sous la domination romaine, les hommes juifs adoptèrent les cheveux courts et pour eux, les cheveux longs devinrent signe de prétention, voire d'efféminement. Quant aux femmes, elles prirent l'habitude de se couper (dans une certaine mesure) les cheveux une fois mariées à partir du Ier siècle de l'ère chrétienne[réf. nécessaire].

#### Grèce

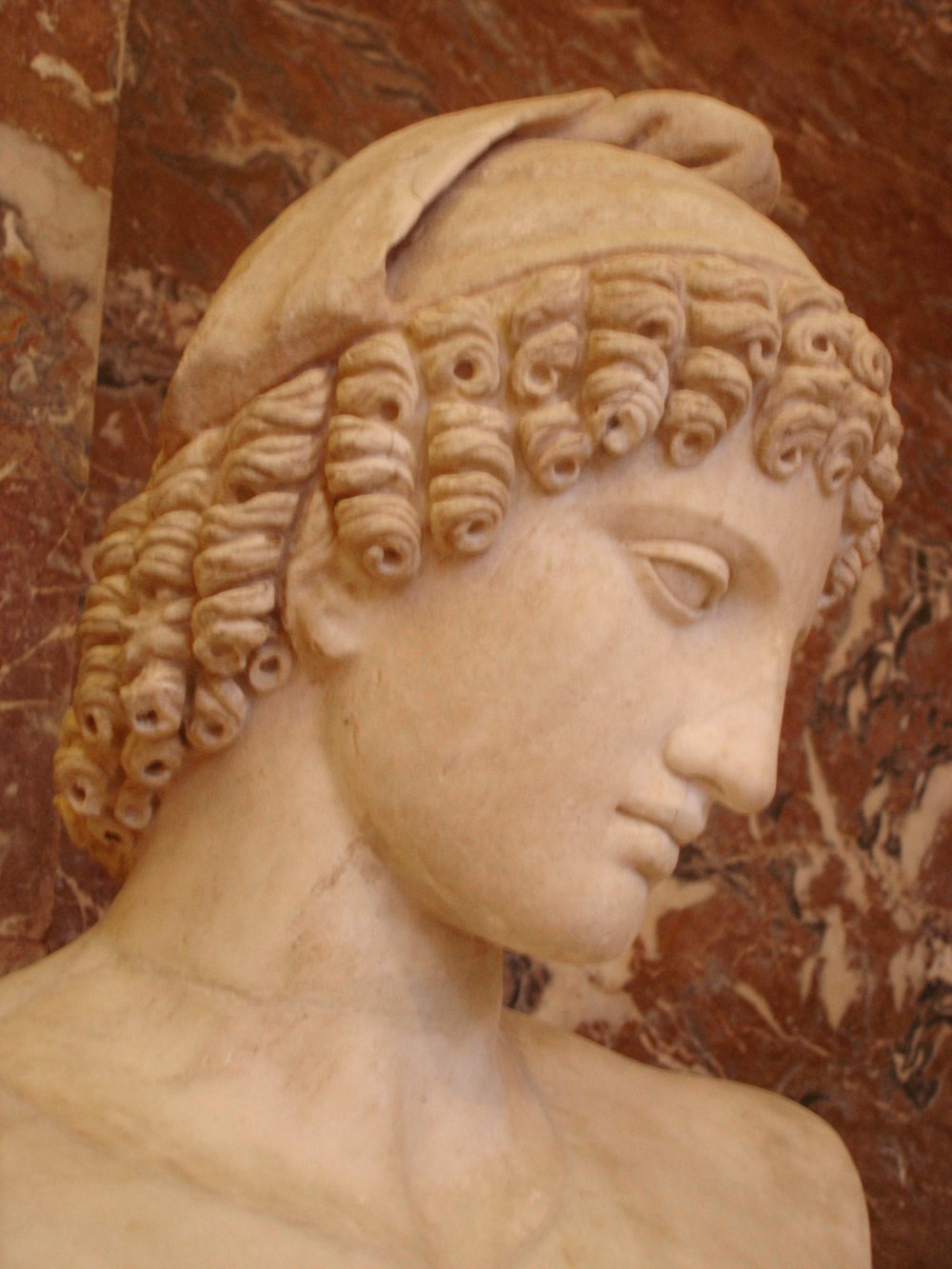
Ganymède. Reproduction d'une sculpture du

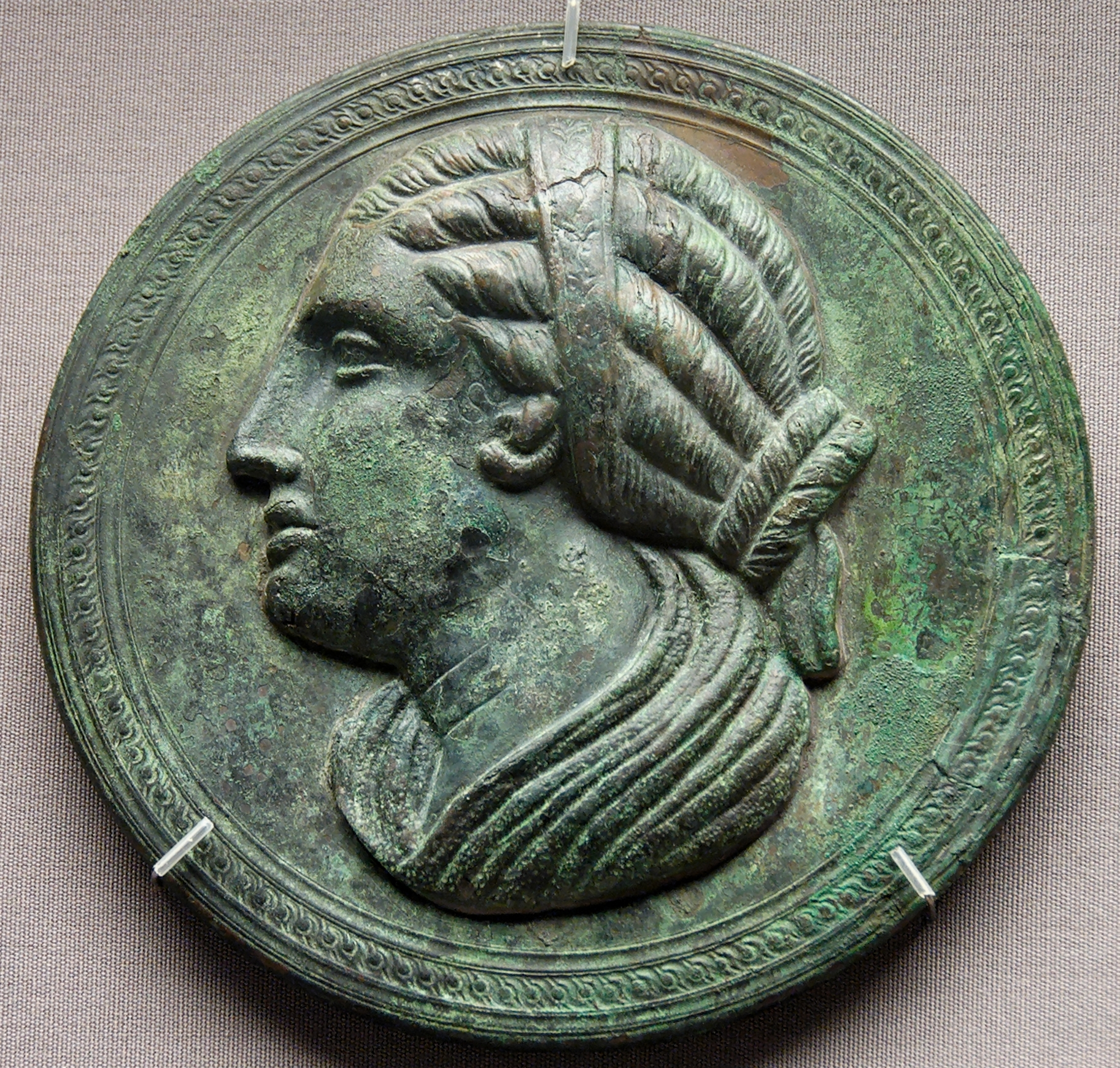
Coiffure de femme de l'époque hellénistique, vers 300-275 av. J.-C.

En Grèce antique, les styles de coiffure ont varié selon les époques et selon les cités, mais il existait néanmoins quelques traits communs entre eux.
Durant la période classique (500-323 av. J.-C.), tous les Grecs avaient les cheveux frisés, naturellement ou non, pour se différencier des Barbares. Les jeunes garçons portaient les cheveux longs jusqu'à 18 ans. Passé cet âge, ils devaient se coiffer comme les adultes, c'est-à-dire avoir des cheveux courts et bouclés. Pour aller au gymnase, ils serraient un bandeau autour de leur tête.
Les esclaves avaient toujours le crâne rasé.
Les femmes avaient les cheveux longs et bouclés avec une raie au milieu, tirés à l’arrière et retenus par un nœud, le chignon étant plutôt réservé aux servantes. La plupart du temps, le crâne et les chignons étaient recouverts d'un tissu ou d'un filet. Les cheveux étaient parfois teints (en plongeant un peigne de plomb dans le vinaigre, comme chez les Romaines) ou couverts de poudre colorée.
Il faut signaler le cas particulier des Spartiates. À cause de leur image guerrière et austère, il est courant de penser qu'ils se rasaient les cheveux. Au contraire, les adolescents avaient les cheveux courts alors que les adultes les avaient longs. Les redoutables guerriers spartiates se peignaient longuement avant de combattre, peut-être pour évacuer la tension.
Avec la période hellénistique (323-31 av. J.-C.), les coiffures des hommes se firent plus simples alors que celles des femmes se compliquèrent. Alexandre le Grand demanda à ses soldats de se couper les cheveux très courts et de se raser la barbe pour que leurs ennemis ne les attrapent pas lors des combats rapprochés (Plutarque 46-120 apr. J.-C.), et les civils les imitèrent.

#### Rome

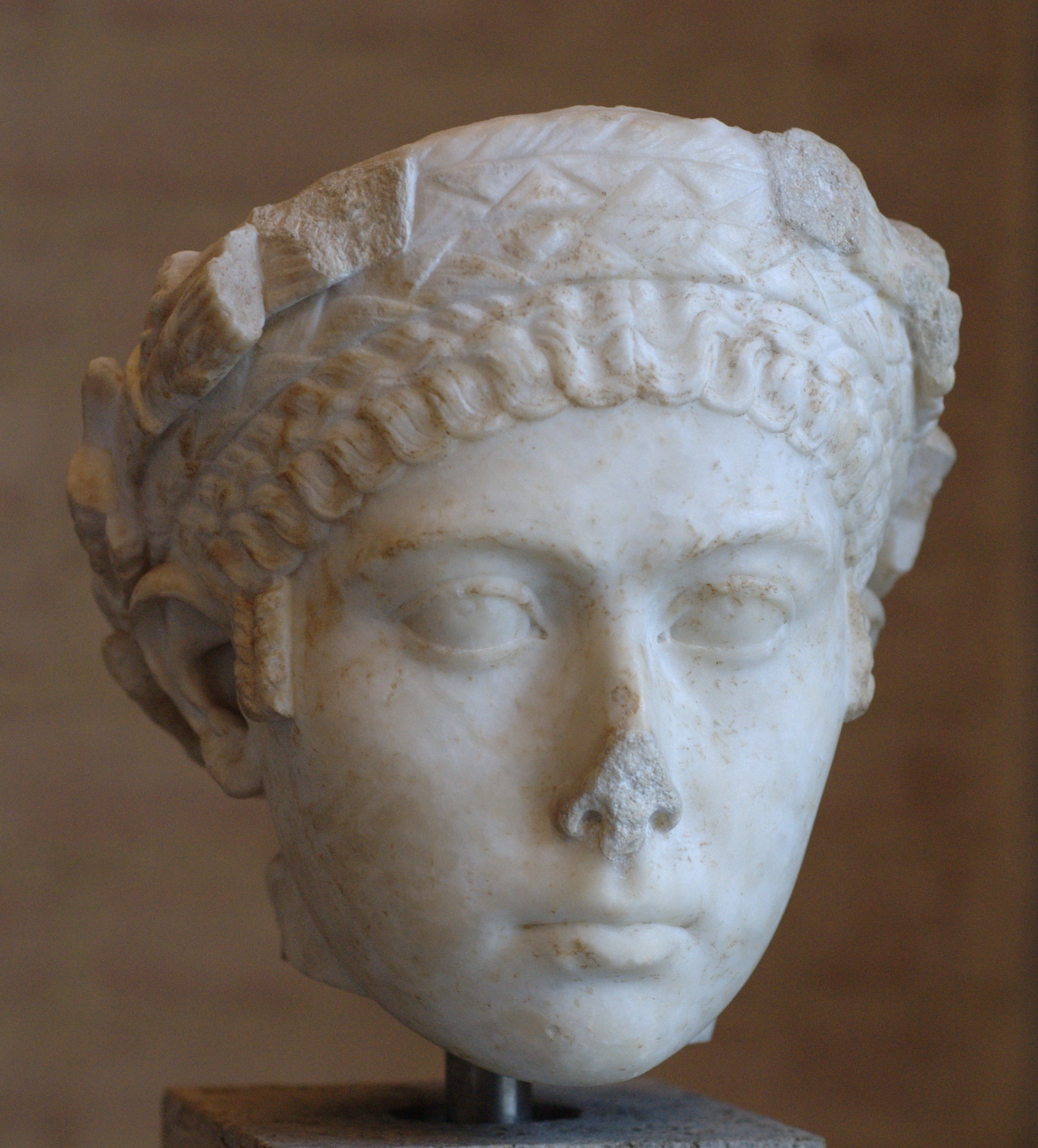
Exemple de coiffure de femme, vers 140, dynastie des Antonins.

En Rome antique, les hommes ne portaient pas de barbe et avaient les cheveux courts pour se différencier (comme les Grecs) des Barbares, à l'exception des esclaves qui avaient la tête rasée. Ils sortaient tête nue dans la rue, excepté les travailleurs en plein air qui portaient des chapeaux.
Les femmes, quant à elles, avaient les cheveux longs qu'elles tressaient, frisaient, groupaient en chignon appelé tubulus.
Seules les bacchantes (prêtresses du culte de Dionysos-Bacchus) avaient les cheveux détachés (Ovide, 43-63 av. J.-C.).
Sous la République (510-27 av. J.-C.), les coiffures des Romaines étaient assez simples et ressemblaient à celles des femmes grecques. 
Mais sous l'Empire (27 av. J.-C. - 476 apr. J.-C.), avec l'introduction du peigne, les coiffures se compliquèrent et devinrent un véritable marqueur social. Les riches romaines achetaient un esclave, l'ornatix, qui était chargé de les coiffer, de les épiler et de les maquiller. Il existait également des hommes libres appelés tonsors qui tenaient des boutiques et qui vendaient leurs services aux riches citoyennes. Plus on se rapproche de la fin de l'Empire, plus les modes se succédèrent rapidement dans le temps, à un tel point qu'Ovide (43 av. J.-C. - 17 apr. J.-C.) fit cette réflexion : « Je ne peux suivre l'évolution de la mode, chaque jour introduisant, semble-t-il, un style nouveau. » 
Sous les empereurs Julio-Claudiens (27 av. J.-C. – 96 apr. J.-C.), les coiffures restèrent relativement simples.

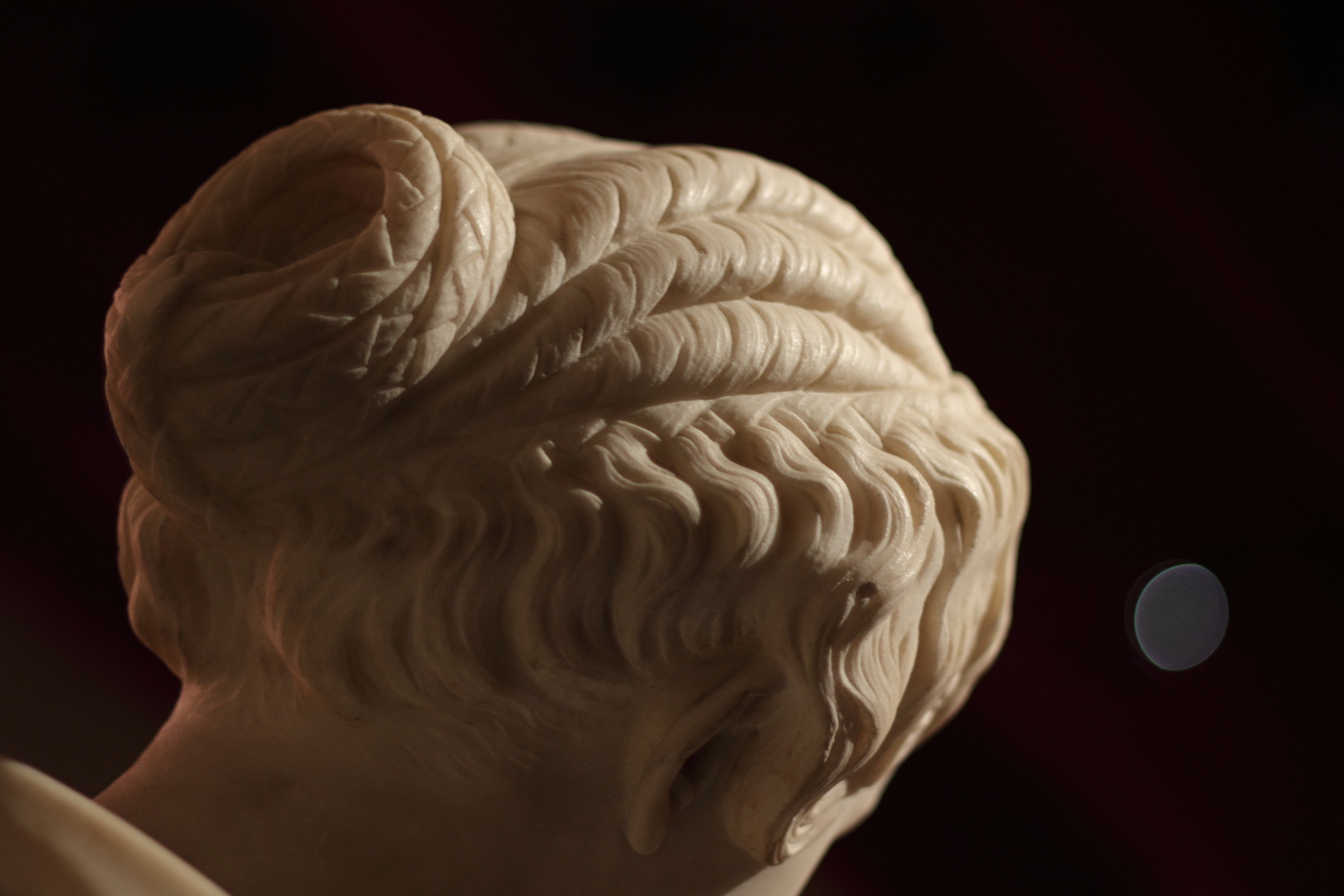
Détail de la coiffure de l'impératrice Faustine la Jeune, 147-148 ap. J.-C. (musée saint-Raymond)

Sous le règne des empereurs Flaviens (69 - 96 apr. J.-C.), les frisures constituèrent l'élément essentiel de la coiffure. On aimait les grosses boucles ramenées sur le haut de la tête tandis que sur la nuque, les cheveux étaient tirés en chignon. Julia, fille de l'empereur Titus (79 - 81 apr. J.-C.), mit à la mode la célèbre coiffure en « diadème » formée de boucles en « nid d'abeilles ». 
Les Antonins (96 - 476 apr. J.-C.) virent l'avènement des nattes. Celles-ci étaient ondulées contournant la nuque en revenant sur le front. C'étaient des femmes déjà mûres, qui avaient renoncé sinon à l'élégance du moins à la coquetterie, qui portaient ces coiffures.
Sous les Sévères (193-235), les ondulations revinrent mais elles étaient orientées horizontalement. Ces princesses syriennes firent preuve de beaucoup d'originalité dans leurs coiffures.
Pendant la deuxième moitié du IIIe siècle, les cheveux étaient coiffés au petit fer et les nattes se rassemblaient à la base du cou en un gros chignon remontant jusqu'au sommet du crâne en cimier de casque.
Au IVe siècle, le goût des accessoires supplanta celui de l'arrangement des nattes.
Enfin au Ve siècle, les perles, les diadèmes firent perdre tout intérêt pour l'ordonnancement de la chevelure. 
Les Romaines aimaient également changer de couleur de cheveux (avec la même technique que les Grecques). Certaines teignaient leurs cheveux à l'aide du sapo germain, teinture obtenue par le mélange de graisse de chèvre avec de la cendre de hêtre. Les prostituées romaines, à l'instar des hétaïres grecques, se blondissaient en décolorant leurs cheveux à l'aide de produits dérivés d'ammoniac (camomille, fiente de pigeon), d'où la sulfureuse réputation des blondes.

#### Tribus germaniques et celtiques
Les tribus germaniques et celtiques du Nord de l'Europe arboraient des barbes et des longs cheveux.
Les hommes Ostrogoths tressaient leur chevelure vers l'arrière de la tête et sur les côtés du visage. Les femmes avaient les cheveux longs, libres ou tressés.
Les guerriers celtes trempaient leurs cheveux dans un mélange d'eau et de craie en poudre puis les tiraient vers leur nuque. En séchant, les cheveux se raidissaient et formaient une crinière hirsute effrayant leurs ennemis.
Tous les Celtes n'étaient pas blonds naturellement et ils avaient alors recours à la chaux ou à une pommade caustique, composée de suif et de certaines cendres, pour se décolorer les cheveux.
Seuls les esclaves ou les condamnés avaient les cheveux coupés ras. Les druides, quant à eux, répandaient de la poudre d’or sur leur chevelure.[réf. souhaitée]

### Évolution de la mode des coiffures en Occident, plus particulièrement en France

#### À la fin de l'Antiquité

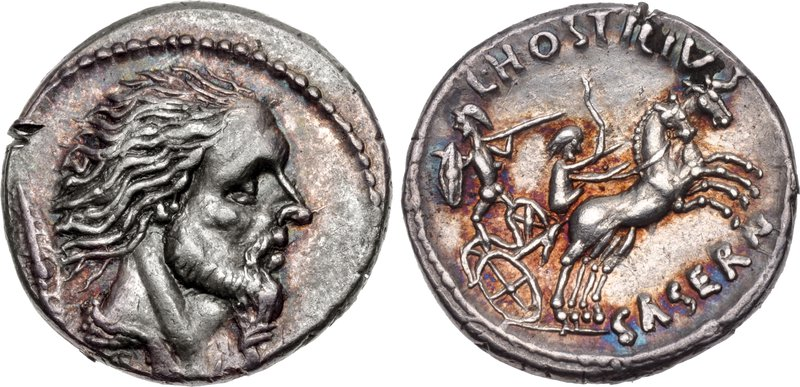
Monnaie de la Rome impériale. L. Hostilius Saserna. AR Denier. Avers représentant une tête de captif gaulois portant les cheveux en arrière, une longue barbe pointue, et une chaîne autour du cou. 48 av. J.-C.

À la suite des nombreuses invasions, la Gaule était devenue une véritable mosaïque de peuples : des Romains aux cheveux courts, des Gaulois avec des cheveux un peu plus longs, et des Francs dont la chevelure pouvaient atteindre les genoux.
Entre les Francs et les Romains, aux visions diamétralement opposées sur la coupe des cheveux, il est facile de comprendre que la coiffure devint un véritable enjeu politique. Les Romains auraient surnommé Clodion, premier roi des Francs régnant sur la Gaule (448-457), « le Chevelu », parce qu'il aurait permis à ses habitants de laisser croître leurs cheveux, ce qui leur avait été défendu depuis les conquêtes de César. L'historien Havyn, quant à lui, pense que ce surnom lui vint de l'ordre donné aux Francs de porter de longs cheveux, afin qu'on ne pût les confondre avec les Romains qui les avaient très courts. L'abbé Trithème (1462-1516) dit, au contraire, que ce roi reçut ce surnom, parce qu'il fit couper les cheveux aux Gaulois pour les distinguer des Francs. Enfin une quatrième opinion est celle qui attribue cette appellation au privilège qu'avaient seuls les membres des familles princières de laisser croître leurs cheveux : « Jamais, dit l'historien Agathias (531-580), on ne coupe les cheveux aux fils des rois des Francs. Dès leur première enfance, leur chevelure tombe d'une manière gracieuse sur leurs épaules ; elle se partage sur le front et se range également sur la droite et sur la gauche ; elle est pour eux l'objet d'un soin tout particulier ».

#### Le Haut Moyen Âge (476-1108)

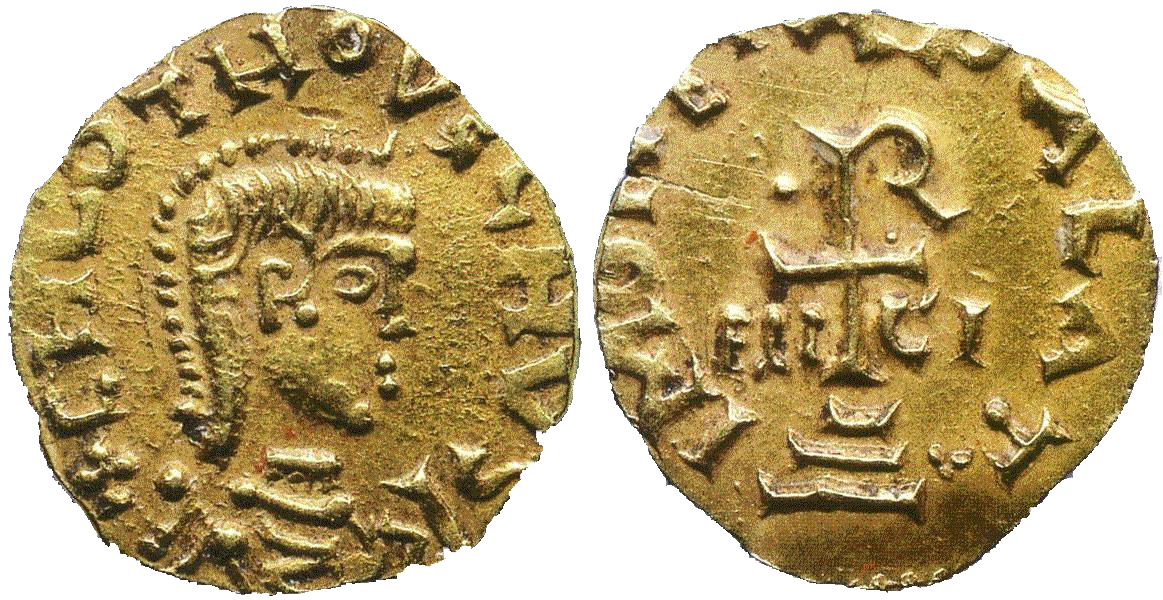
Tiers de sou d'or de Clovis II (639-657). Avers : Effigie de Clovis II, la nuque entourée de perles (Bibliothèque nationale).

Clovis et ses successeurs essayèrent d'assimiler la culture gallo-romaine à celle des Francs. Ainsi, les Rois et les Reines mérovingiens (481-751) portaient les cheveux longs libres, signe germanique de la royauté, et la tunique pourpre comme les Empereurs romains.
La noblesse portait les cheveux longs à proportion de son rang et de sa naissance.
Le peuple était plus ou moins rasé. L'homme serf l'était tout à fait.
Les moines adoptaient la tonsure lors de leur ordination pour signifier qu'ils étaient les serviteurs de Dieu.
Dans une telle société où la coiffure marquait le rang social, il est facile de comprendre que la calvitie était vécue comme une infamie.
Les jeunes filles allaient tête nue alors que les femmes portaient un voile couvrant le cou, les oreilles et une partie de la chevelure, en accord avec les usages francs et ceux de l'Église (« Toute femme qui prie sans avoir la tête voilée déshonore sa tête » Paul de Tarse, Première Épître aux Corinthiens, XI, 5). Les cheveux étaient divisés en deux tresses cordées avec des rubans qui tombaient de chaque côté du visage atteignant parfois les genoux tellement ils étaient longs.

#### Le Bas Moyen Âge (1108-1453)
Les enluminures et la statuaire constituent des sources intéressantes pour se représenter la variété et l'évolution des coiffures. Les ciseaux antiques, communément appelés « forces », sont l'outil essentiel des barbiers à cette époque.

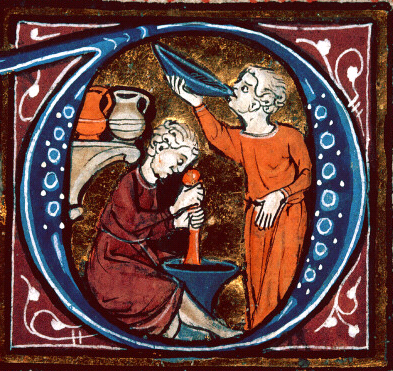
Détail d'une enluminure du Canon medicinae d’Avicenne (Besançon)

Au XIIe siècle, on retrouve, selon la mode byzantine, les longues tresses (tresses à trois brins, rouleaux de cheveux entourés d'un ruban, tresses à deux brins plus un ruban)… des exemples sont visibles sur les statues du portail royal de la cathédrale de Chartres, d'Angers, le portail sud de la cathédrale du Mans, et la statue dite « Notre-Dame de Corbeil » au Louvre, reprise par Eugène Viollet-le-Duc dans ses illustrations du costume médiéval. Les femmes portent aussi des voiles longs, des cerclets en métal, des assemblages de ces différents éléments.

Au XIIIe siècle, la mode devient plus austère ; il est rare, à part les jeunes femmes, de voir des femmes aux cheveux libres dans les enluminures. Elles portent plutôt des voiles ronds ou semi-circulaires (gisant d'Aliénor d'Aquitaine), fixés sur une barbette, une guimpe pour les femmes plus âgées (on peut inférer l'âge des personnages sur les scènes illustrant des bibles). 

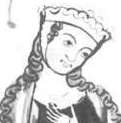
Touret (illustration tirée du Codex Manesse,).

Un élément typique de la coiffure du XIIIe siècle est le touret, sorte de cylindre qui entoure la tête (comme on le voit sur l'illustration ci-contre, tirée du Codex Manesse , car cette coiffure est encore en vigueur au XIVe). Parfois le dessus est fermé, c'est le mortier. Le touret est généralement porté sur un voile, qu'il permet de maintenir. Les reines portent une couronne qui remplit cet office (Blanche de Castille). Les personnages féminins du portail nord de la cathédrale de Chartres constituent un bon témoignage de ces différentes coiffures. Les femmes du peuple ou au travail portent des coiffes de travail faites d'un voile/linge diversement replié sur les cheveux. Dans la Bible de Maciejewski (v. 1250), une coiffure de travail particulière revient à plusieurs reprises ; la coiffe est maintenue par plusieurs tours d'un galon (?) clair évoquant des pratiques antérieures ; la reine Bathilde (Mérovingienne) disposait dans les vêtements avec lesquels elle fut enterrée (Trésor des Saints de Chelles) de plusieurs mètres d'un galon destiné à maintenir son voile.
Il existe des discussions sur le fait que les femmes aux cheveux libres (dit aussi « en cheveux ») seraient des prostituées, mais deux scènes présentant des courtisanes au XIIIe siècle dans la Bible de Maciejewski et sur les vitraux de la cathédrale de Chartres vont à l'encontre de cette opinion, à cette époque. Les femmes représentées ont différentes coiffures, et il y a dans les deux cas une femme portant un touret. Plus tard en effet, la coiffure ou la couleur du vêtement sont des signes distinctifs de cette condition.

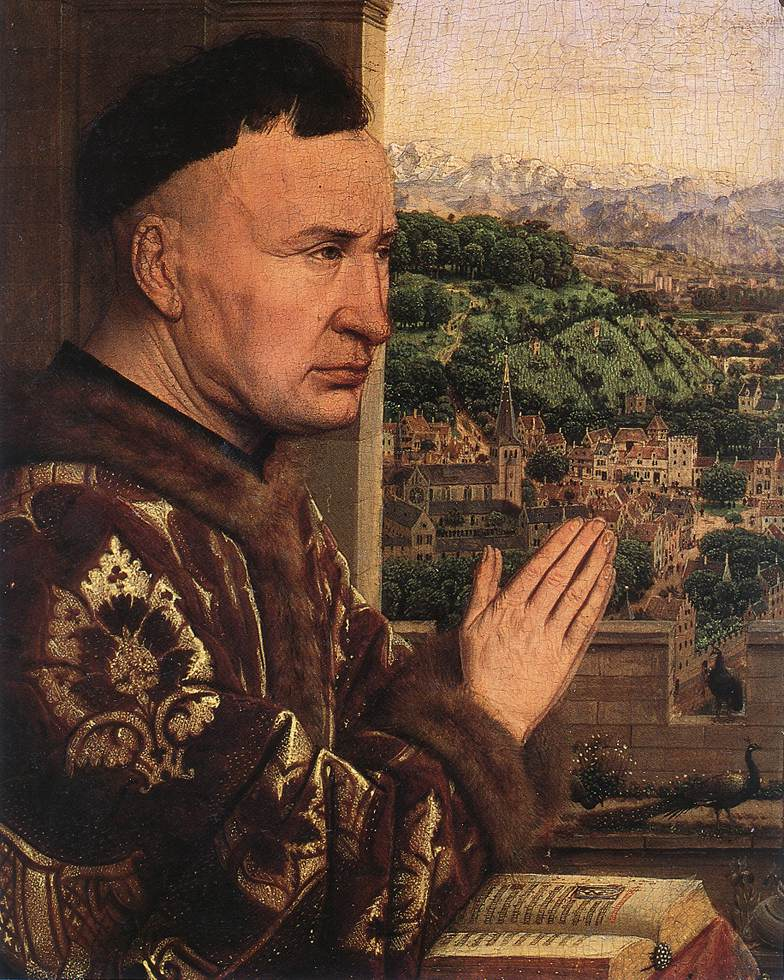
La coupe en sébile (au bol) du chancelier Nicolas Rolin, vers 1435.

Au XIVe siècle, la coupe au bol (dite aussi coupe en écuelle, coupe en sébile ou cheveux rondis) est très populaire pour les hommes nobles au XIVe siècle en Europe avant de se démocratiser au XVe siècle. À cette époque, il y a différentes coiffures féminines extravagantes :
- cheveux relevés sur les tempes en deux chignons dits « truffeaux » qui sont surmontés par le balzo (ou balso), qui est un bourrelet de brocart ou de velours ;
- cheveux nattés en deux tresses enveloppées sur les oreilles dans une résille dites « crépines ».

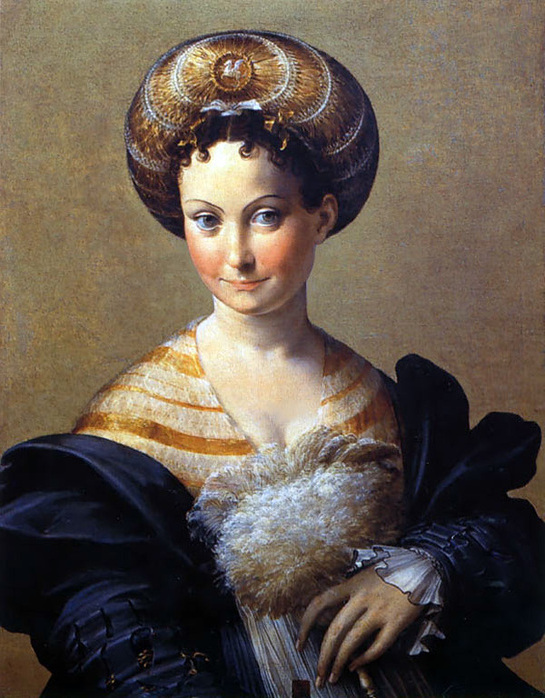
Tableau de Parmigianino, Esclave turque, représentée avec un balzo, années 1530

Le balzo est répandu à partir de la fin du XIVe siècle, il est fixé, avec les cheveux peignés en arrière, fixés par des fils d’or ou des rubans sur une légère armature ou une résille. Voir ci-contre le tableau de Parmigianino, Esclave turque.

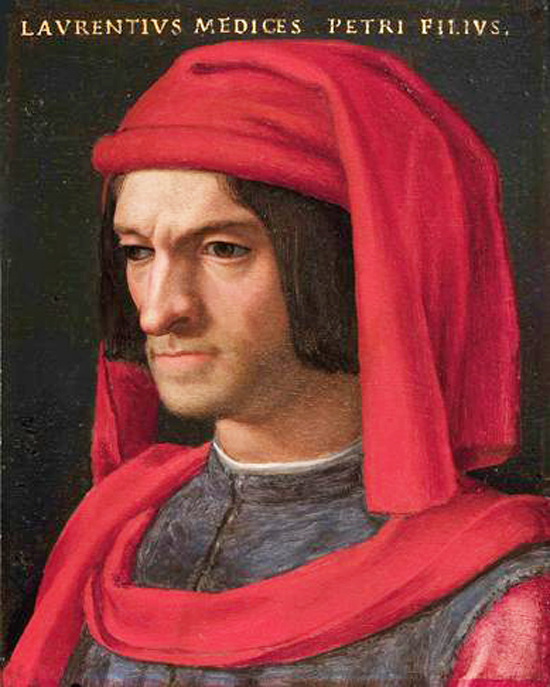
Laurent de Médicis portant un chaperon coiffé en bonnet avec cornette pendante et guleron, entre 1565 et 1569

Au XVe siècle, on observe aussi une grande variété de coiffures chez les femmes dont le hennin (le fameux « chapeau de fée » en forme de cône), le hennin à cornes, le hennin tronqué, la gonelle qui est un dérivé du chaperon à bouton ou lacet à la visagière suffisamment ouverte pour qu'on ne parvienne plus à le fermer, avec un long prolongement : le liripipion. La vogue des résilles se développe car elles permettent de garder la forme des escoffions.

#### La Renaissance (XVIesiècle)
Vers la seconde moitié du XVIe siècle, c'est l'Espagne qui domine l'Europe et impose ses modes.
La mode est à la fraise ; pour s'adapter, les coiffures sont dégagées vers l'arrière et élevées sur l'avant (souvent renforcées avec de l'empois ou du rembourrage).
En Italie, la mode est au « blond vénitien » (coiffure avec des nuances dorées et cuivrées). La décoloration du cheveu est obtenue par un mélange à base d'urine humaine ou animale (urine de chat ou de cheval) suivie d'une coloration à l'aide d'une poudre colorante à base de safran et de citron, et d'une longue exposition à la chaleur du soleil qui favorisait la réaction chimique avec cette poudre et le séchage.

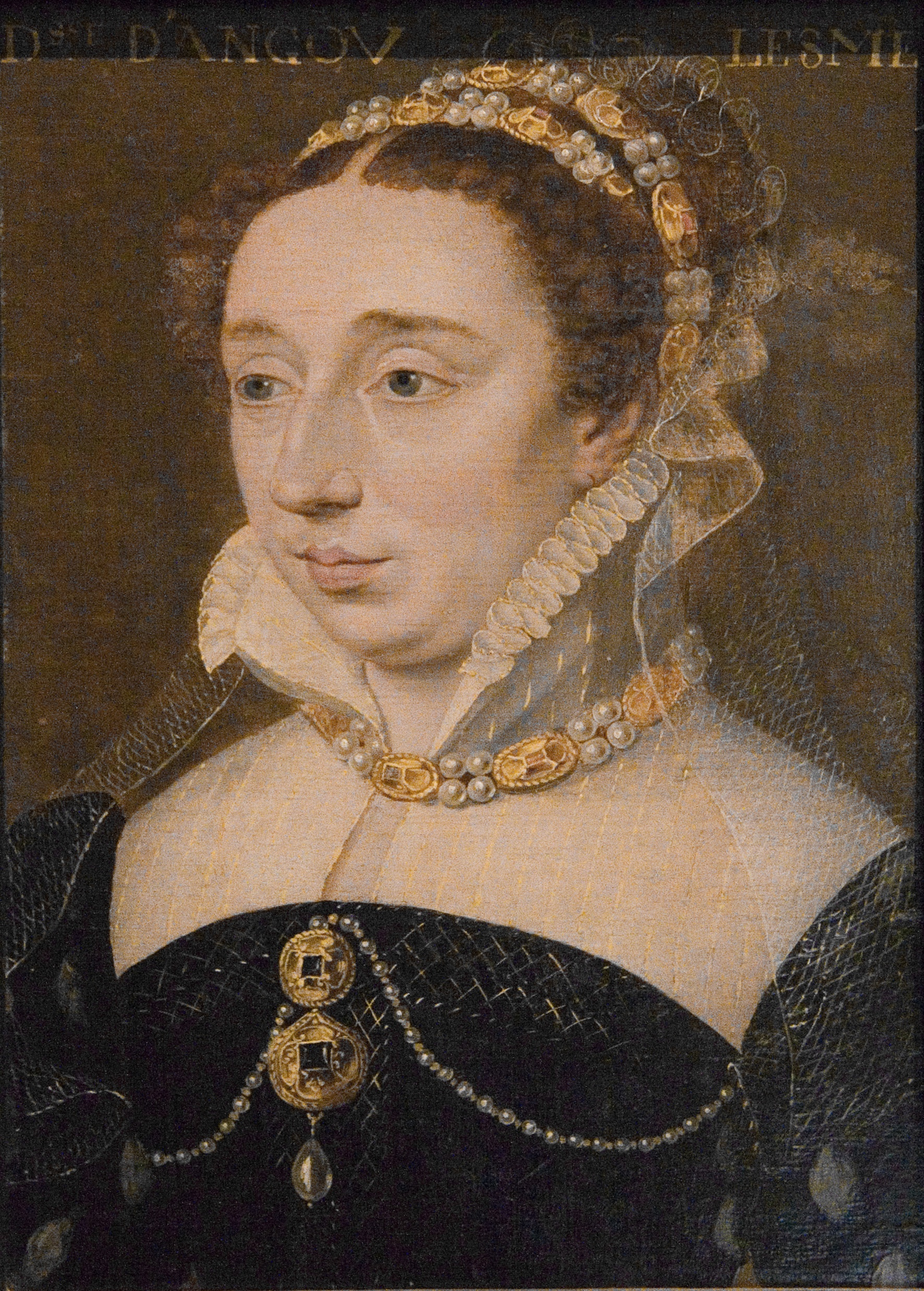
Diane de France.
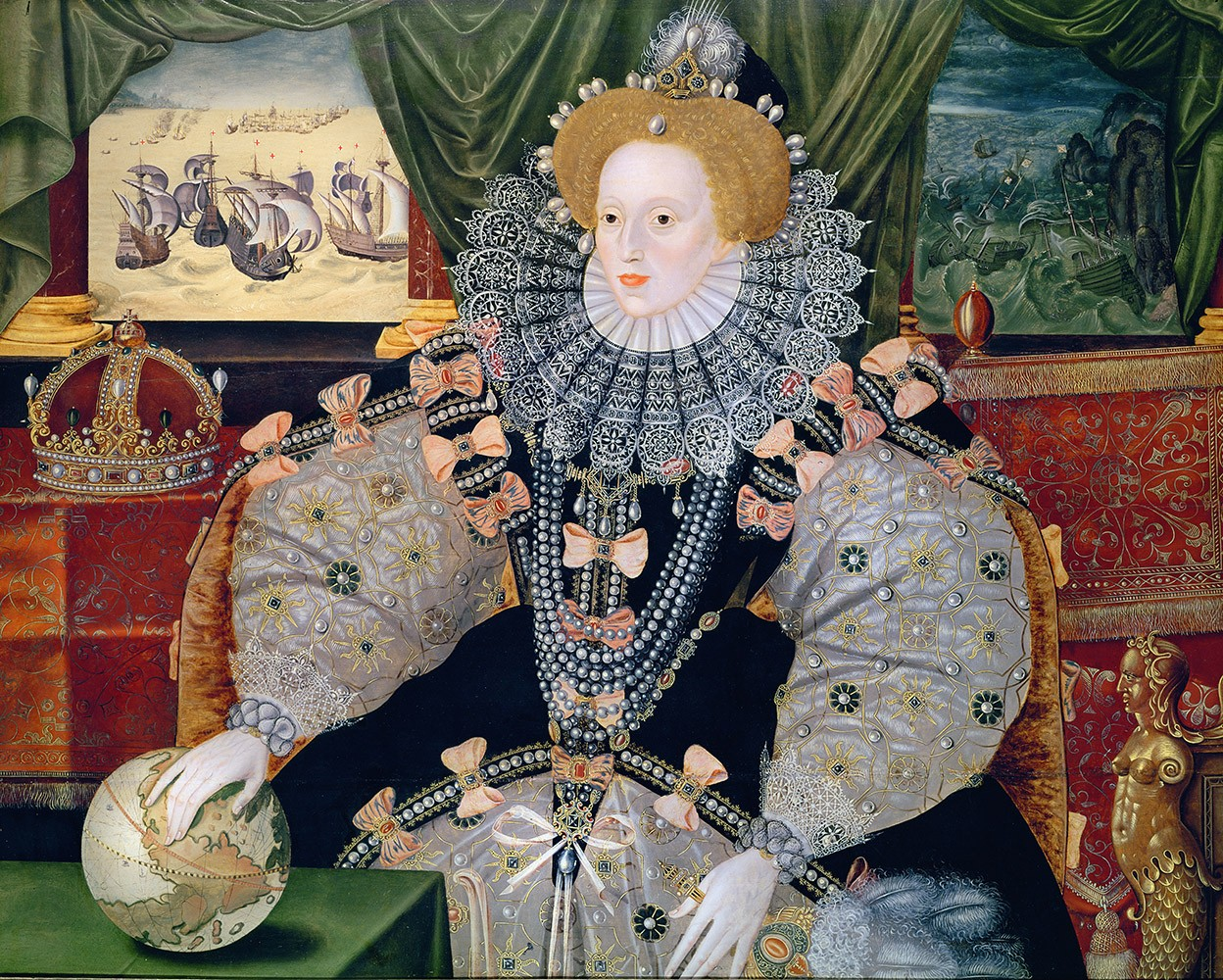
Élisabeth Ire.
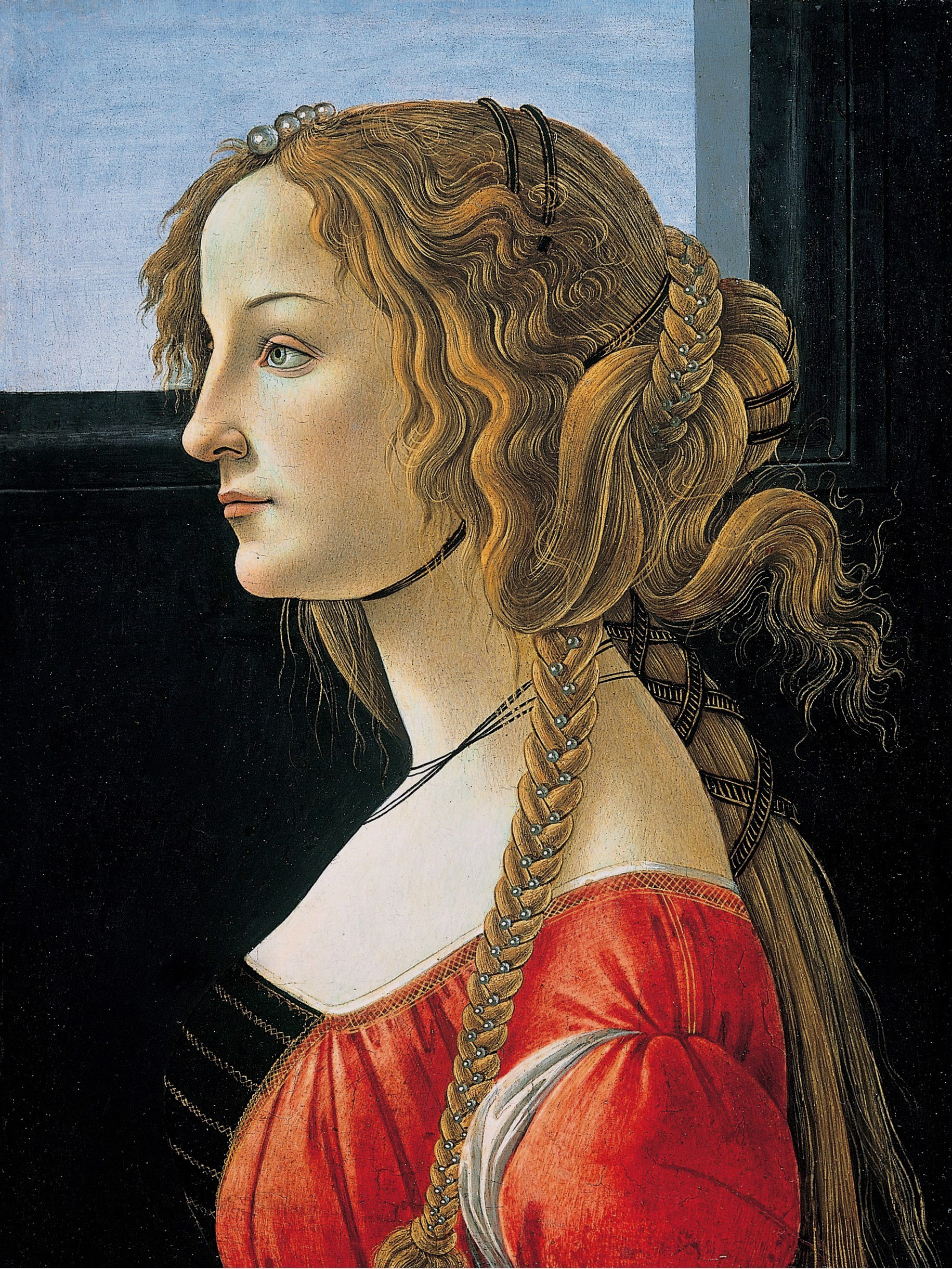
Peinture de Sandro Botticelli.

#### LesXVIIeetXVIIIesiècles

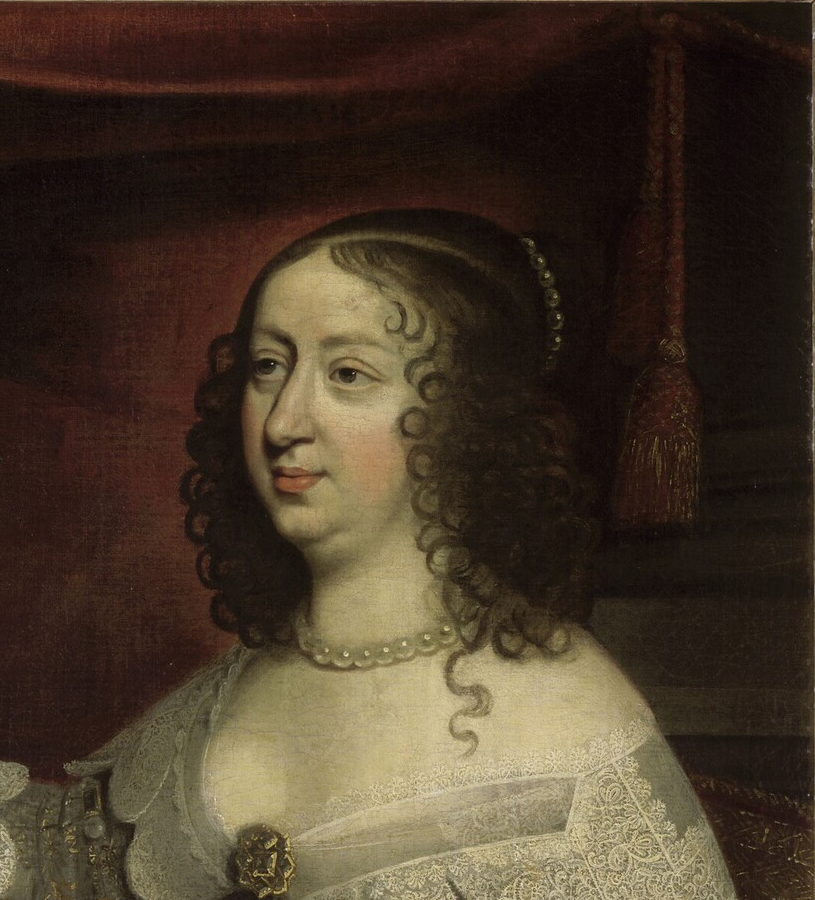
« Coiffure à bouffons » d'Anne d'Autriche, vers 1639.

En France, Louis XIII relance la mode de la perruque quand il commence à perdre ses cheveux vers 1620 tandis que son épouse Anne d'Autriche apporte de Madrid une mode nouvelle, la « coiffure à bouffons » (grosses touffes de boucles tombantes sur les oreilles et les cachant).
Les coiffures féminines continuent de gagner en hauteur et en ampleur, notamment avec l'apparition des Poufs créés par Monsieur Léonard, coiffeur favori de la reine Marie-Antoinette, au point qu'il est moins inconfortable d'avoir les cheveux rasés ou courts pour porter une perruque. Ces perruques atteindront une telle démesure qu'il était courant de les caricaturer en juchant le coiffeur sur une échelle pour en atteindre le sommet. Les perruques blondes pour les femmes leur évitent les décolorations à base de fiente de pigeon ou de soude qui avaient encore lieu au siècle précédent.

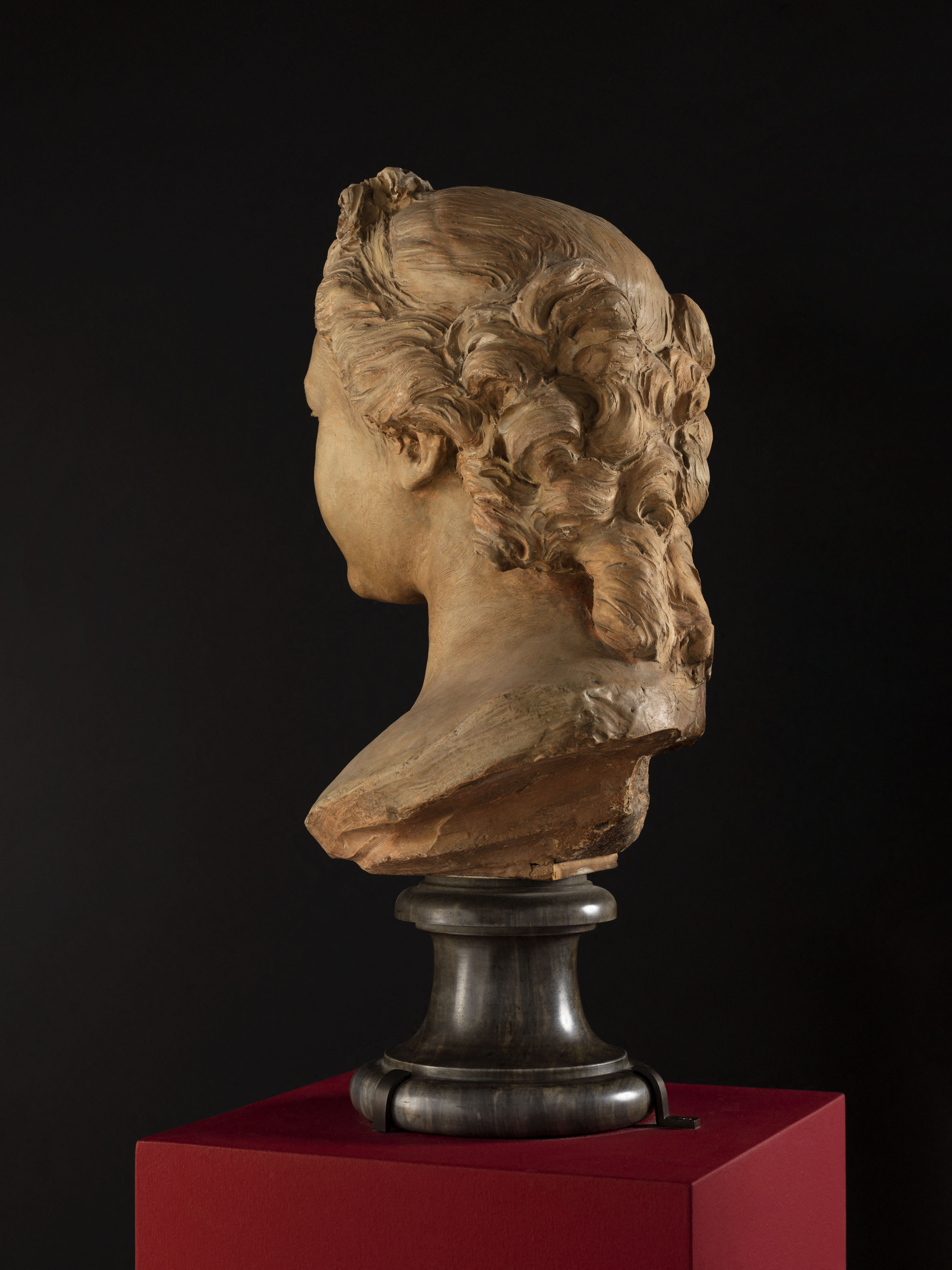
Jeune fille à la rose, J.-B. II Lemoyne (musée Cognacq-Jay), autour de 1750

Les coiffures hommes sous Louis XVI sont très variées.

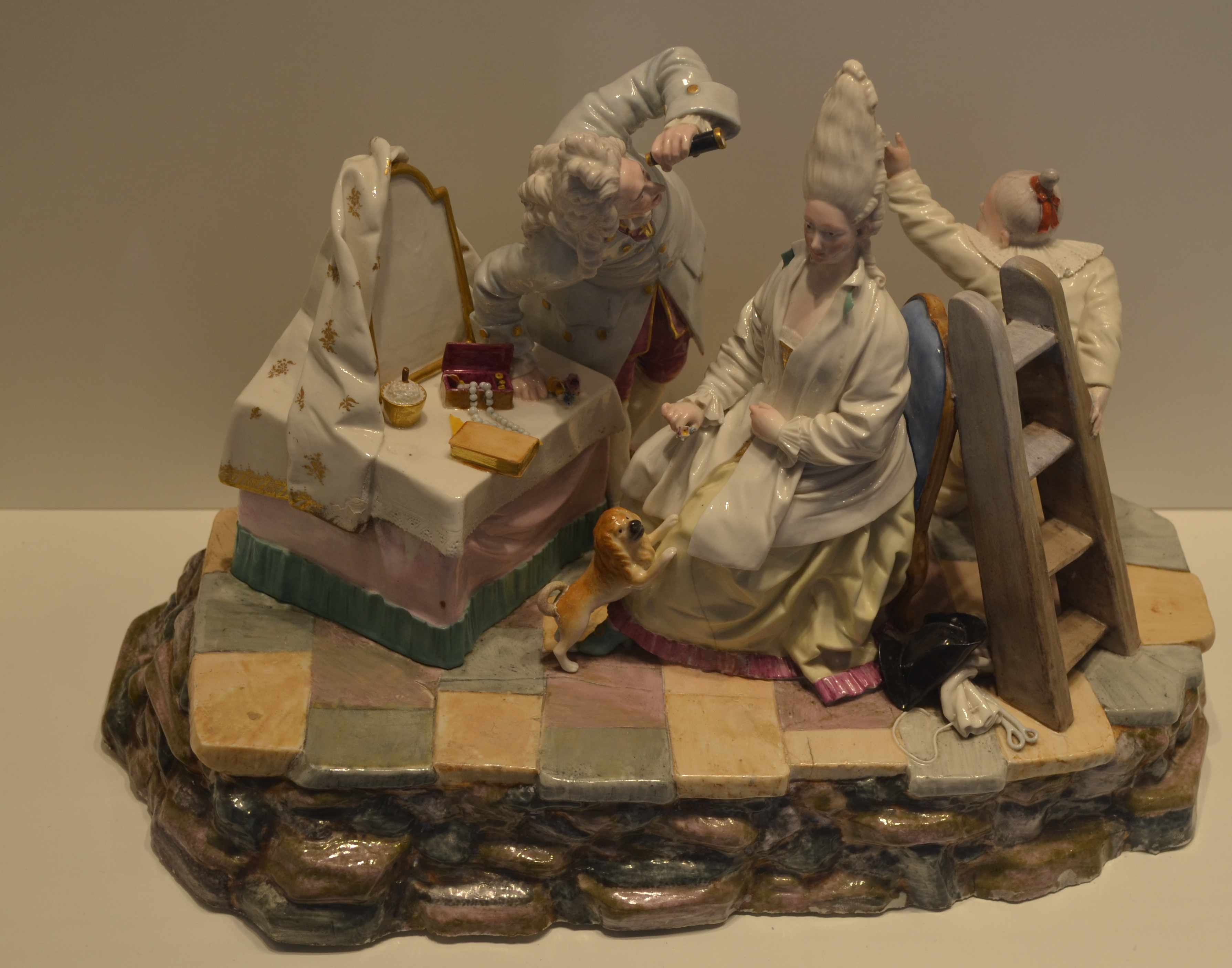
Die hohe Frisur (la haute coiffure), d'après Carl Ries, vers 1785.

#### Les

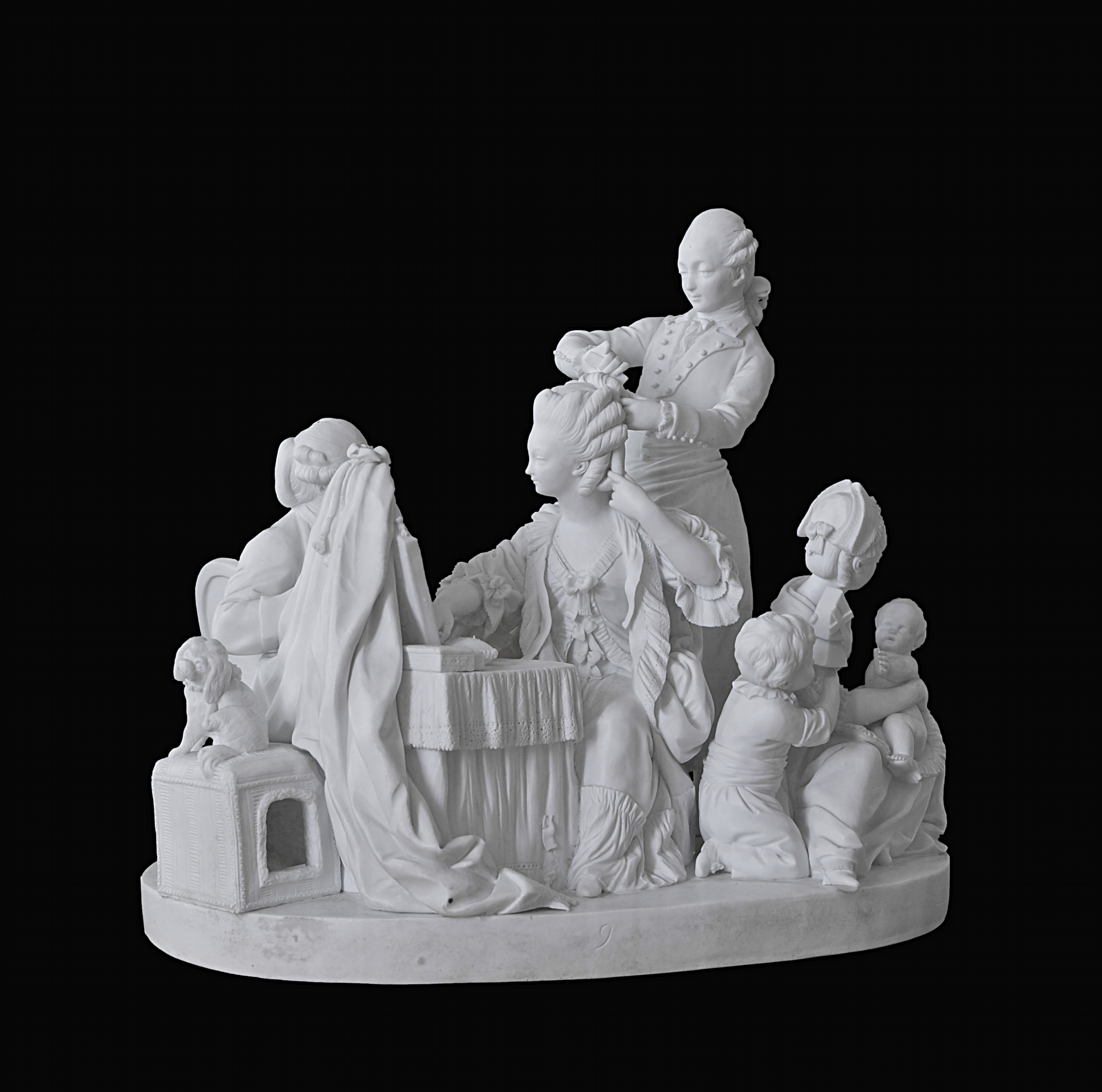
La Toilette, Josse-François-Joseph Leriche, d'après Louis Boizot, 1775.

#### LeXIXesiècle

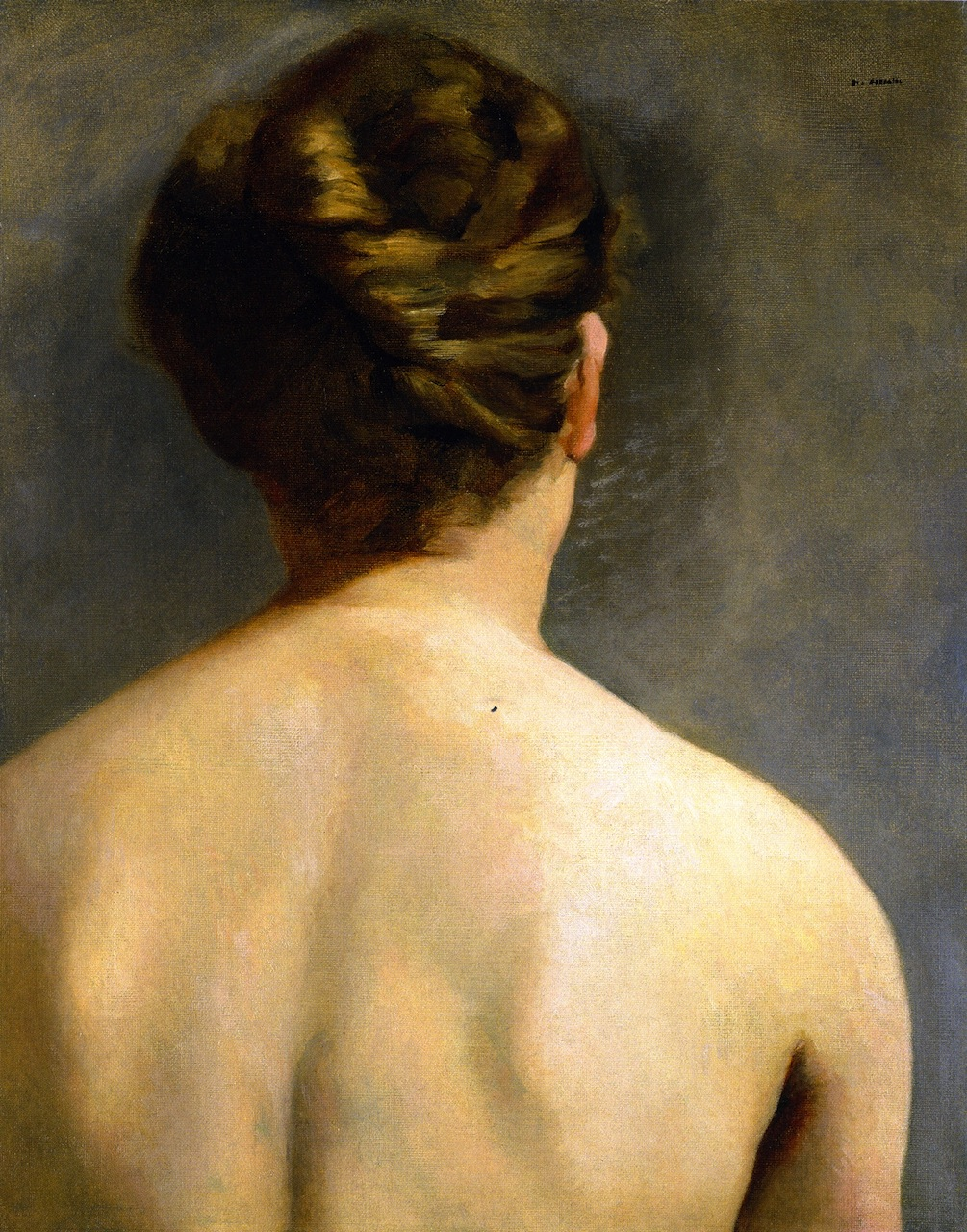
Le chignon, Eva Gonzalès, vers 1865-1870

Durant les XIXe et XXe siècles, aux États-Unis, le fait de forcer les enfants amérindiens des pensionnats indiens à changer de coupe, passant de cheveux longs à des coupes à cheveux courts « à l'occidentale » pour les garçons, faisait partie du processus de « civilisation » de ces écoles.

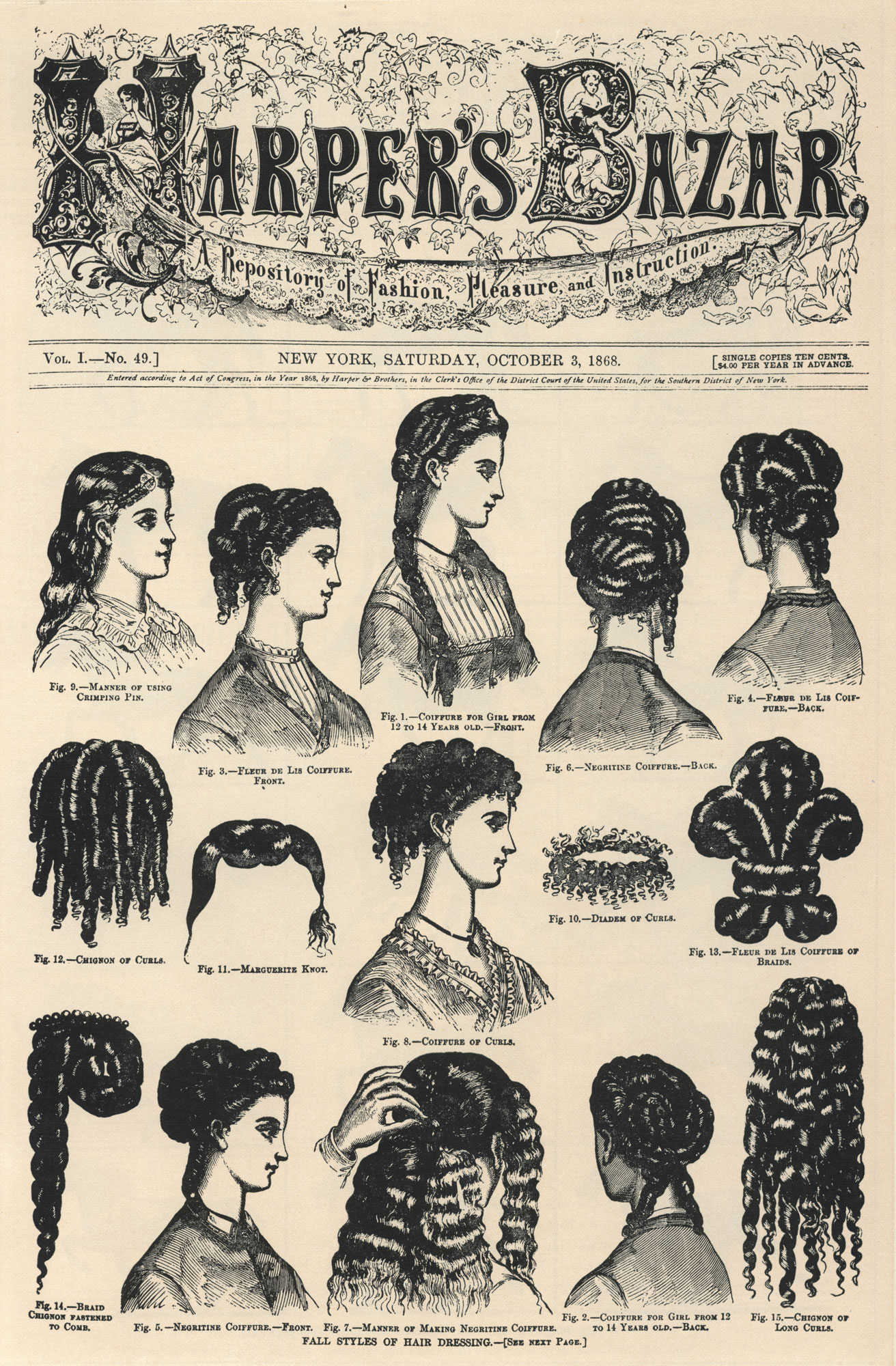
Coiffures et perruques en couverture du « Harper's Bazar » de 1868.

#### LeXXesiècle

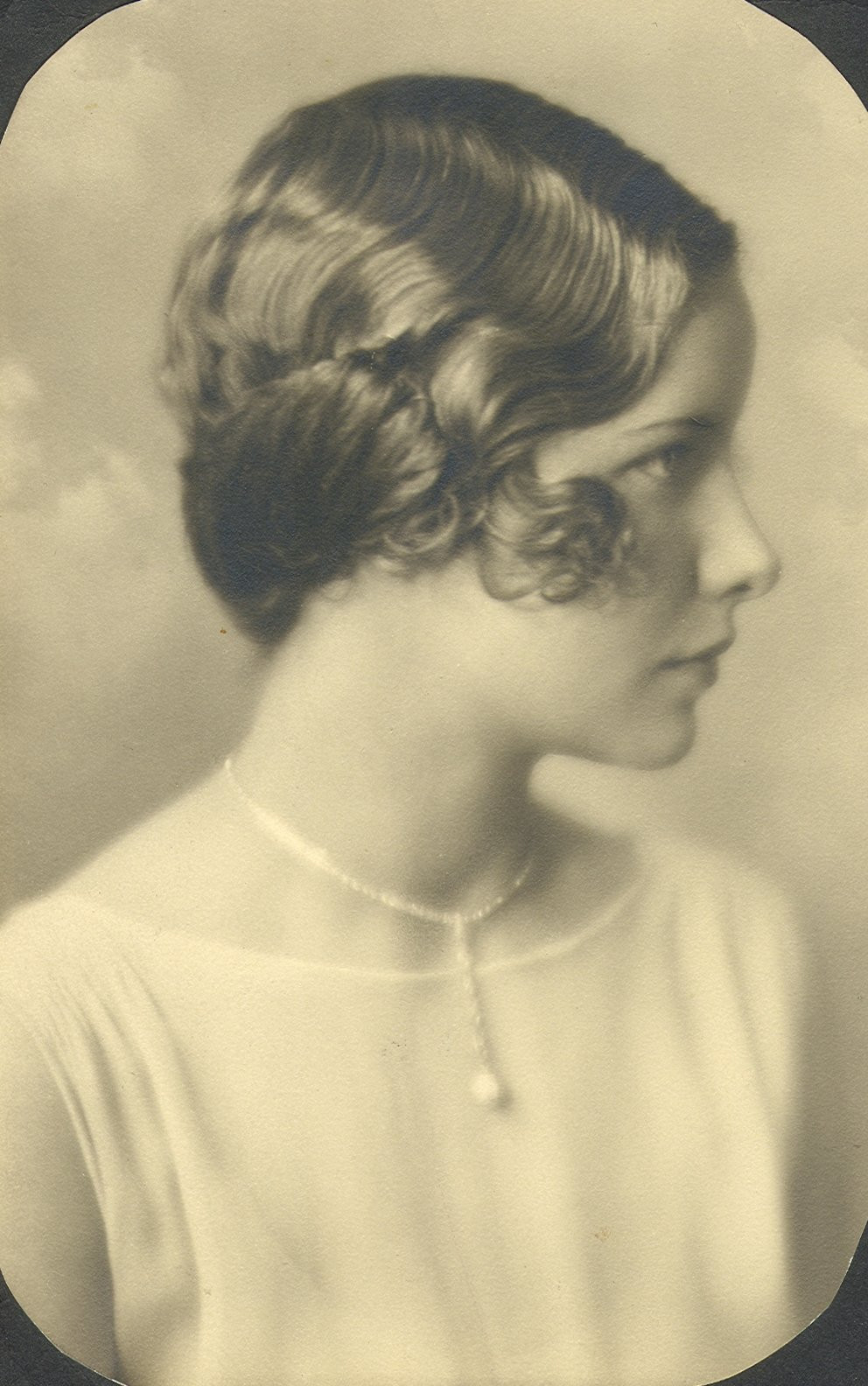
Exemple de coiffure féminine en 1928.
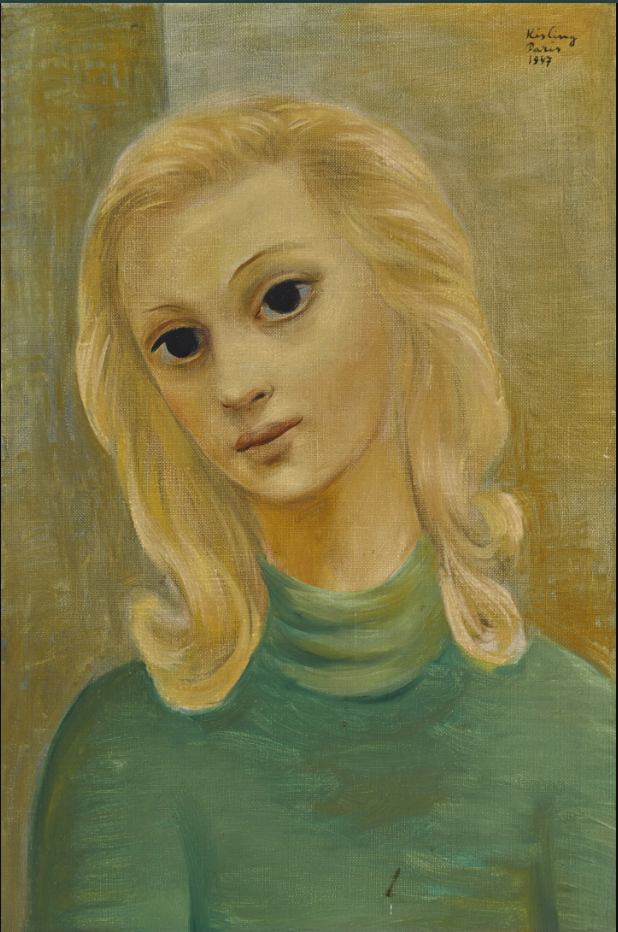
Portrait de jeune fille, Moïse Kisling, 1947.
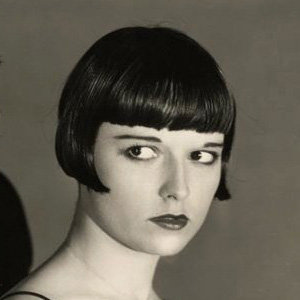
Coupe à la garçonne de Louise Brooks, 1929.
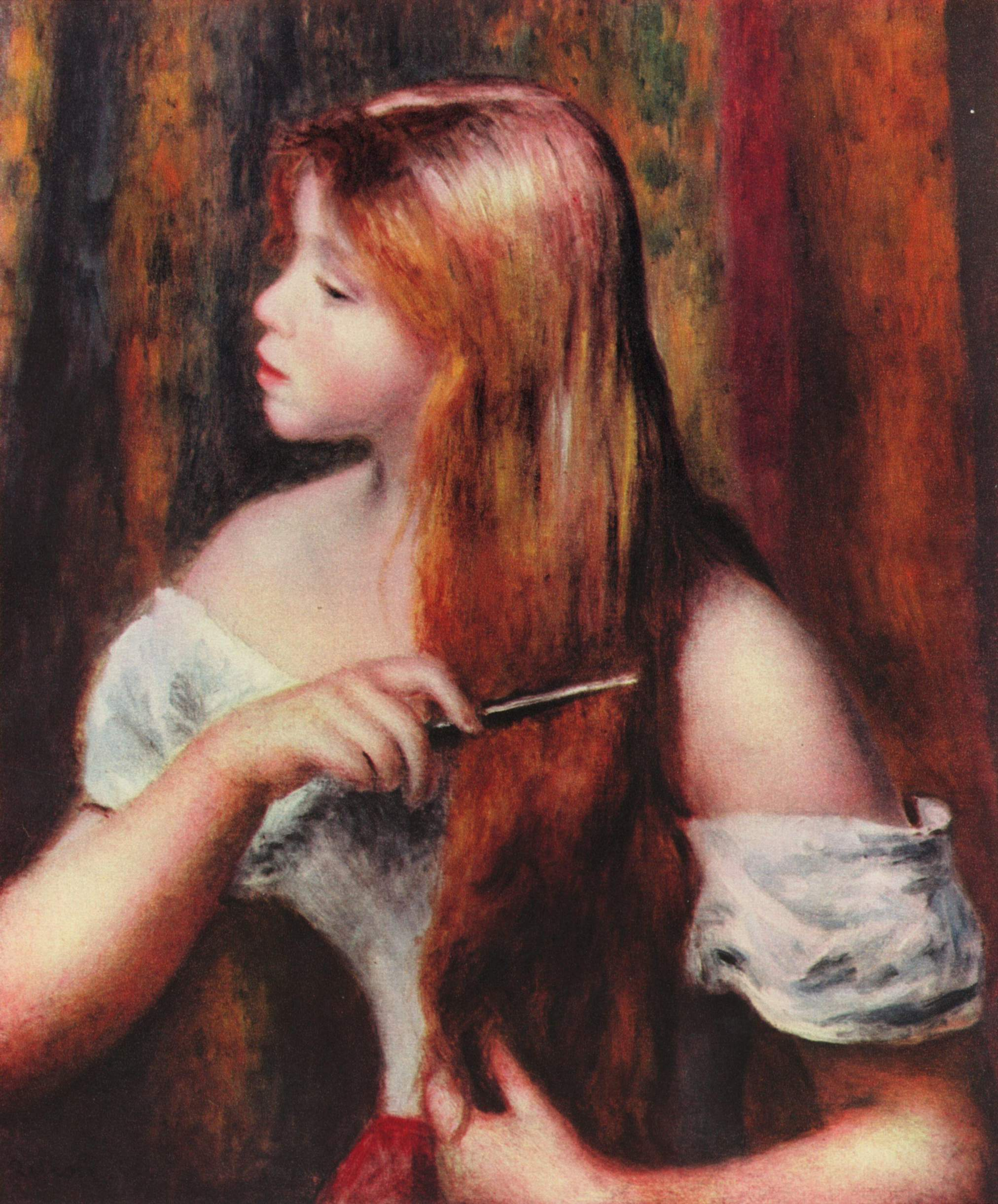
Jeune fille coiffant ses cheveux, Auguste Renoir, 1894.

### Outils et soins capillaires
- Bigoudi
- Brosse à cheveux
- Coloration
- Brushing
- Brûlage
- Ciseau de coiffure
- Coupe-choux
- Défrisant, Fer plat
- Peigne
- Permanente
- Mousse coiffante
- Rasoir
- Shampooing
- Lissage brésilien
- Lissage japonais
- yuko

## Différents aspects symboliques liés aux cheveux

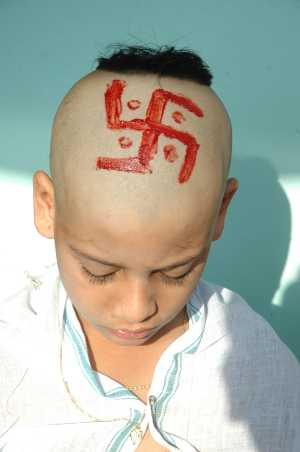
Outre le svastika de l'initiation brahmanique, cet enfant porte le shikha, ou choti, touffe de cheveux en haut du crâne, que tout hindou peut porter en tant que symbole sacré.
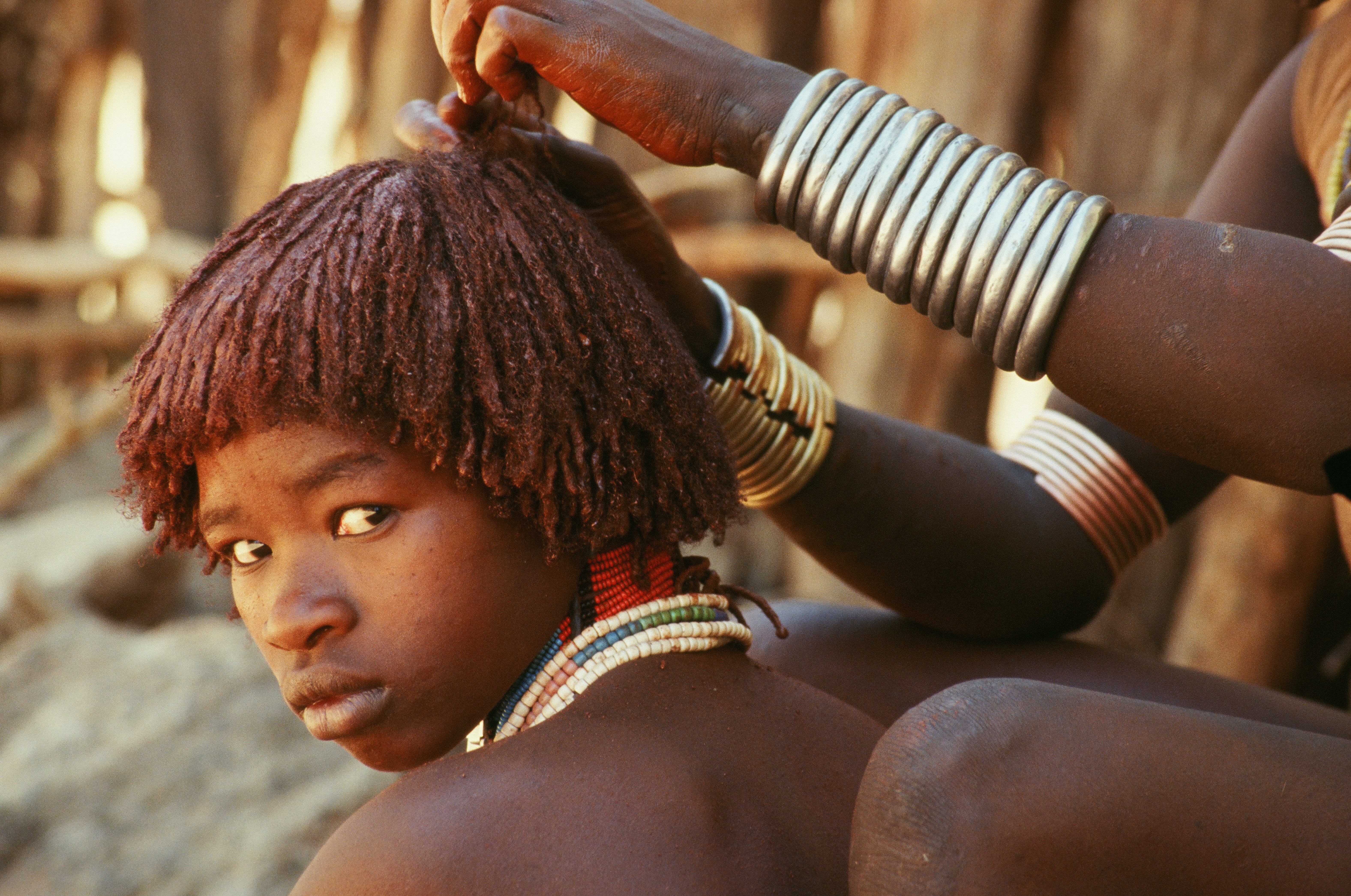
Confection de tresses chez les Hamers d'Éthiopie.

### Symbolique mythique et religieuse du cheveu
Dans l'Antiquité, se couper les cheveux était synonyme de deuil (cf. Iphigénie à Aulis).

### Pratiques culturelles relatives aux cheveux
Dans plusieurs pays, avant d'entrer dans l'armée, il est d'usage de raser ou de couper les cheveux aux nouveaux recrutés, surtout aux hommes. En France, la coupe de cheveux est réglementée et ne doit pas dépasser 3 millimètres de longueur.

## Différents types de coiffure

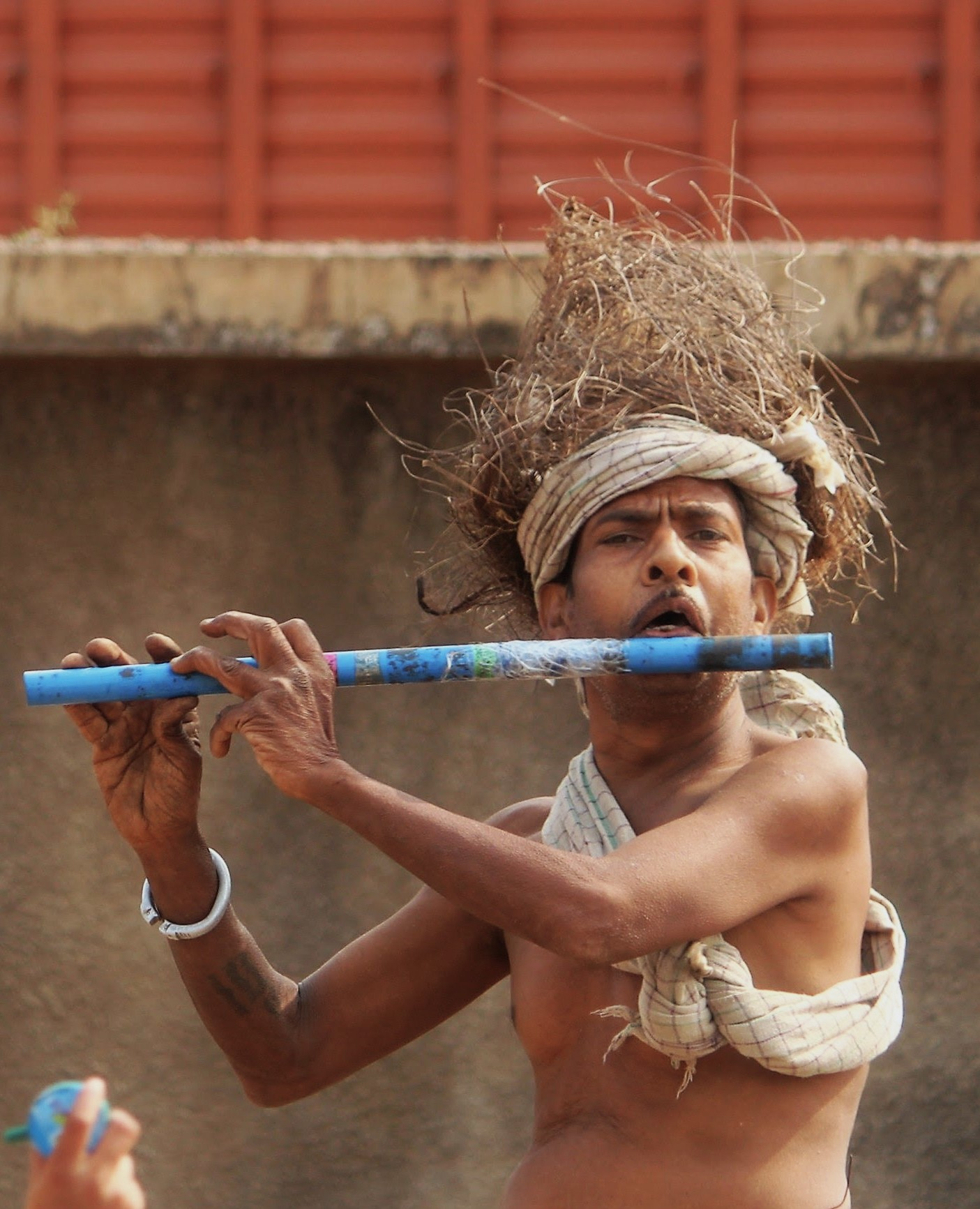
Homme aux cheveux emmélés. Mars 2018.

Pour plusieurs coiffeurs, les cheveux jusqu'aux épaules sont mi-longs, au-delà, ils sont longs. Une coupe au carré est donc généralement mi-longue,.
- À l'écuelle ou au bol : c'est la coiffure de Jeanne d'Arc. Un bol sur la tête et tout ce qui dépasse est coupé.
- À la Titus ou en porc-épic : coiffure courte et bouclée adoptée en 1792 après une représentation théâtrale de François-Joseph Talma, en vogue sous la Révolution française, le Directoire et le Premier Empire après qu'un décret de l'An II ait aboli la perruque[15] ;
- Afro : chevelure très dense, chevelure frisée de forme ronde ;
- Atébas : mèche de cheveux enroulée de fils de laine ;
- Banane : coupe de cheveux des premiers rockers ;
- Brosse : cheveux dressés verticalement ;
- Brushing : mise en forme temporaire de la chevelure ;
- Cadenette : coiffure militaire ;
- Catogan : queue-de-cheval sur la nuque et tenue par un ruban ;
- Chignon : les cheveux sont rassemblés en une boule plus ou moins savante, qui est ensuite attachée au-dessus de la tête ;
- Couette : petite queue de cheveux réunis par un lien sur un côté de la tête ;
- Crête iroquoise : deux côtés de la tête sont rasés et les cheveux restants sont longs ;
- Devilock : les côtés et la nuque sont courts, tandis que la frange est longue ;
- Dreadlocks : tresses de cheveux emmêlés en eux-mêmes ;
- Escoffion : coiffure de résille de soie ou d'or du XVIe siècle ;
- Frange : coiffure où le toupet est placé à gauche ou à droite du front ;
- Hair design : terme désignant les sculptures sur cheveux à la tondeuse ou au rasoir ;
- Hurluberlu : coiffure où les cheveux sont bouclés et en désordre en vogue au début du règne de Louis XIV ;
- Jheri curl : coiffure où les cheveux ont un aspect bouclé et mouillé, popularisé par le chanteur Michael Jackson ;
- Korymbos : coiffure portée par les rois sassanides ;
- Macarons : chignons fixés au-dessus des oreilles ;

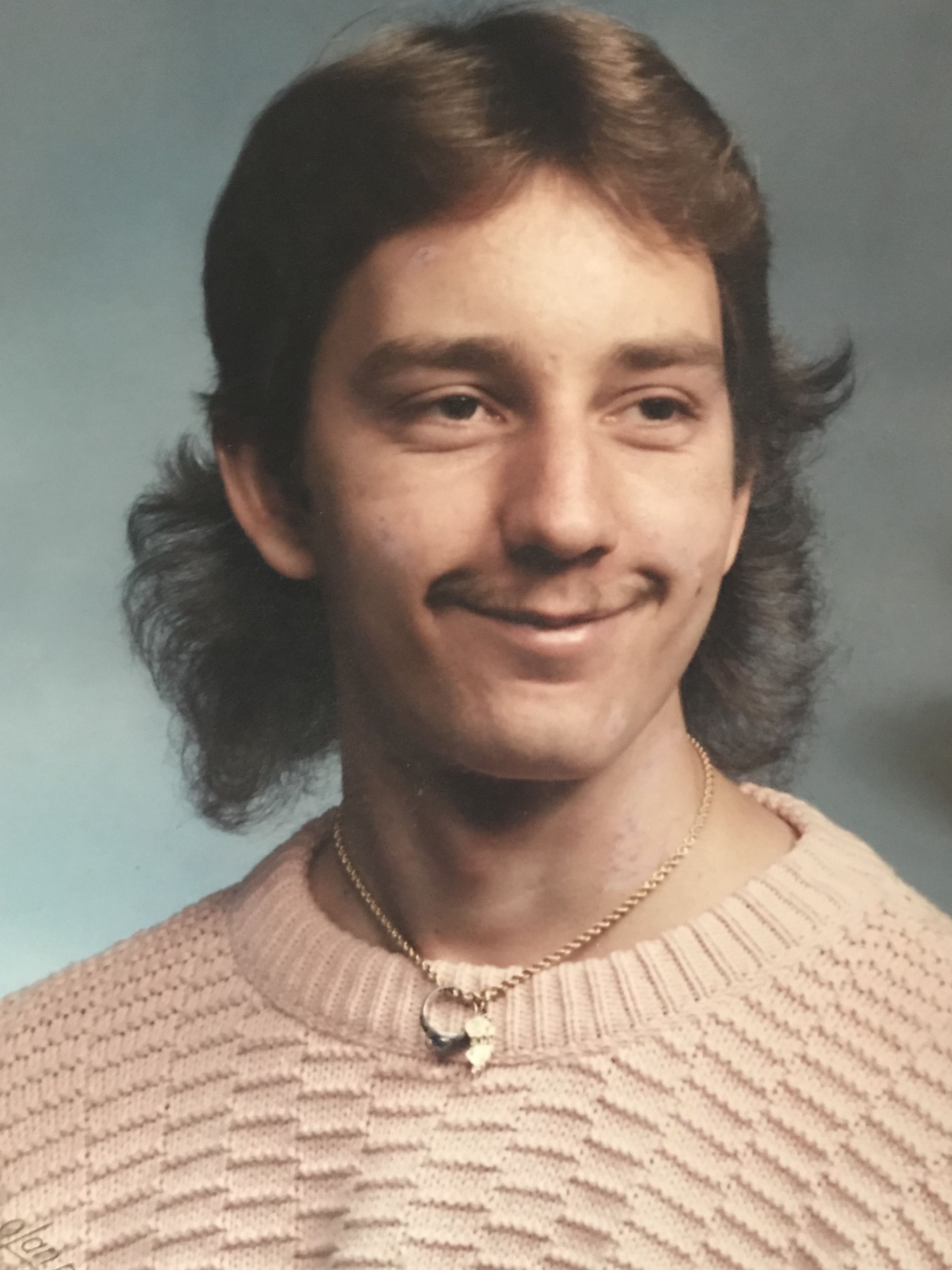
Coupe mulet.

- Coupe mulet.Nuque longue ou meulette ou mulet, dit aussi « la coupe de Bilbao » : coiffure qui consiste à porter les cheveux longs sur la nuque ;
- Oreilles de chien : deux longues boucles encadrant le visage, coiffure en vogue chez les Incroyables.
- Perruque capillaire : coiffure de faux cheveux ;
- Pompadour : masse de cheveux relevée sur le devant du front ;
- Pouf : coiffure très en hauteur, popularisée par Marie-Antoinette ;
- Queue-de-cheval : coiffure où les cheveux sont rassemblés à l'arrière ou sur le dessus du crâne ;
- Queue de rat : longue mèche de cheveux au milieu de la nuque ;
- Toupet : touffe de cheveux relevés sur le front ;
- Tresse ou natte : manière d'assembler par entrelacement trois mèches de cheveux ;
- Shikha ou Choti : touffe de cheveux (jamais tressée) en haut du crâne liée à la pratique de l'hindouisme, et plus particulièrement chez les brâhmanes.

## Accessoires et ornements pour cheveux
- Peigne à diadème, entre 1880 et 1890.Bandana, sorte de foulard ;

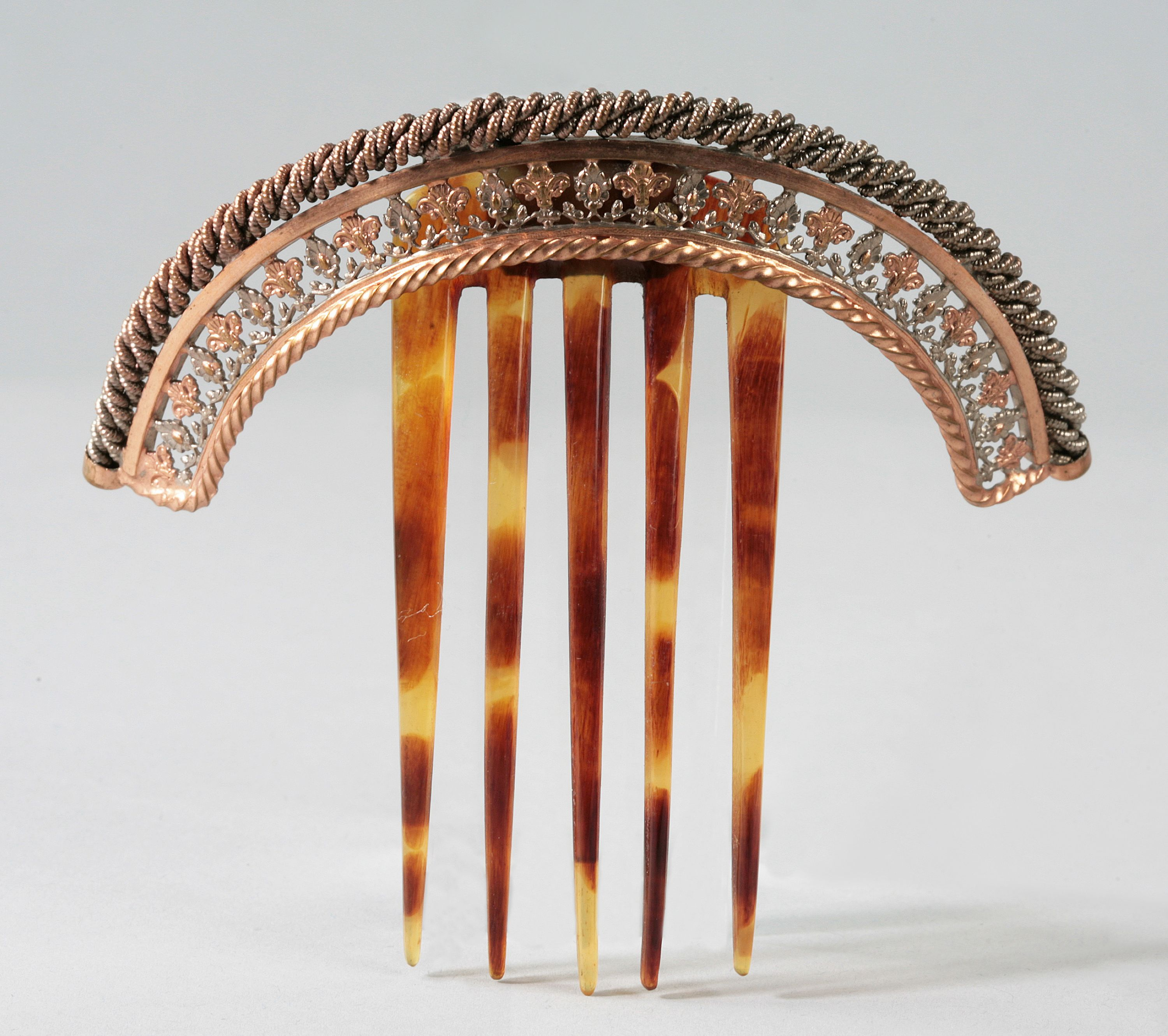
Peigne à diadème, entre 1880 et 1890.

- Bandeau ou serre-tête, bande de tissu qui tient les cheveux ;
- Barrette ou pince à cheveux, accessoire en plastique ou en métal pour tenir les cheveux ;
- Catogan, sorte de foulard ; mot plus élégant pour désigner la queue de cheval ;
- Chouchou, élastique à cheveux volumineux ;
- Diadème, sorte de couronne ;
- Épingle à cheveux, accessoire de métal pour tenir les cheveux ;
- Épingle à chignon, accessoire métallique en forme de U ;
- Élastique à cheveux ;
- Extension capillaire, ajout de fausses mèches plus longues que la chevelure ;
- Foulard ;
- Pince-crocodile pour cheveux ;
- Tiare, sorte de couronne.
- Kardoun algérien, une cordelette ou bande utilisée pour attacher les cheveux et les garder lisses.

## Coiffure et santé
Le cheveu, quand il est naturel et répond à certains critères, est l'un des signes de bonne ou mauvaise santé de la personne. Ceci est l'une des explications au fait que la coiffure a rôle important pour l'attraction sexuelle et affective.
Dans le passé, certains produits utilisés pour griser les cheveux (oxyde de plomb, ou peigne en plomb) ont été source de saturnisme. Le cheveu est sensible à la pollution de l'air et notamment à plusieurs métaux polluant l'environnement (plomb, mercure ou arsenic notamment) ou absorbés par les aliments ou les boissons (métaux qu'il bioconcentre et stocke à partir des apports sanguins à la peau). Certains médicaments peuvent aussi causer des pertes de cheveux susceptibles d'être aggravées par certaines coiffures.

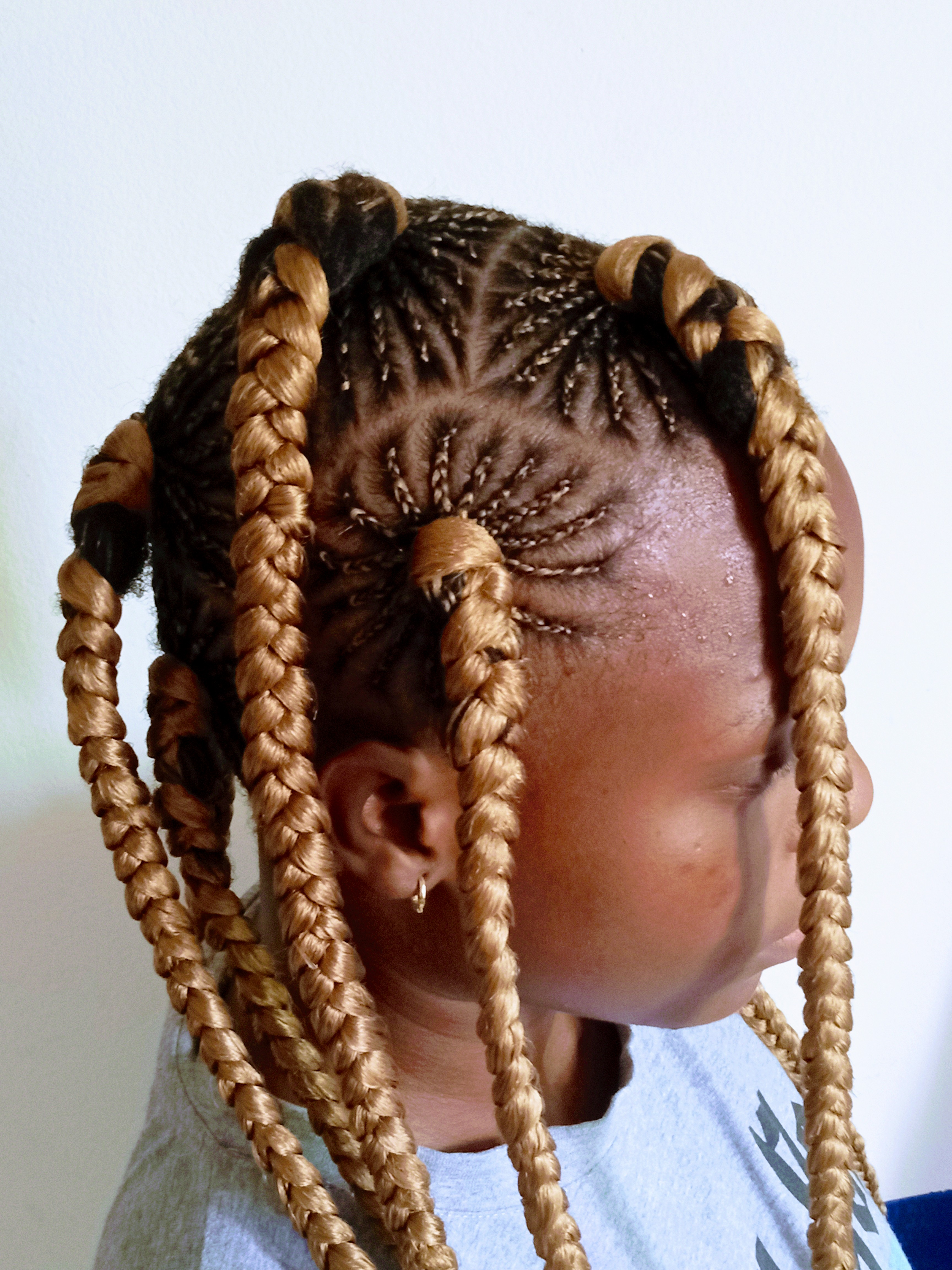
Tresses africaines avec extensions capillaires blondes.

Selon une étude publiée en 2016 par le Journal de l'Académie américaine de dermatologie (American Academy of Dermatology) et notamment relayées par The Root et le magazine Science, certaines coiffures tressées et serrées exerçant une traction importante et constante sur le cuir chevelu peuvent contribuer à une forme spécifique d'alopécie dite « alopécie de traction » ou TA pour « traction alopecy ». Cet article classe les pratiques de coiffage en catégories élevée, modérée et faible risque d'alopécie induite, de manière à permettre aux dermatologues et médecins de donner des conseils plus pointus à leurs patient(e)s concerné(e)s).
C'est le cas de coiffures courantes chez les femmes afro-américaines comprenant des extensions, tresses, dreadlocks. Ceci expliquerait qu'un tiers environ des femmes noires souffrent de perte de cheveux. Les dommages pour les cheveux peuvent encore être aggravés par l'usage de produits chimiques utilisés pour les défriser chimiquement. Les résultats de l'étude plaident en faveur de recommandations incitant à porter des coiffures plus lâches et ne pas garder des tresses et extensions plus de quelques mois.
Certains produits (colorants, laques, décolorants, etc.) peuvent contenir des produits allergisants. Plusieurs études suggèrent que certaines coiffures ou l'usage de produits décolorants ou colorants peuvent augmenter le risque de certains cancers (mélanomes, mais également carcinomes). Aussi, les cheveux longs et foncés en ombrant la peau et en la protégeant d'un excès d'ultra-violets seraient un facteur de protection contre certains cancers de la peau (de l'oreille par exemple).